# Retorica

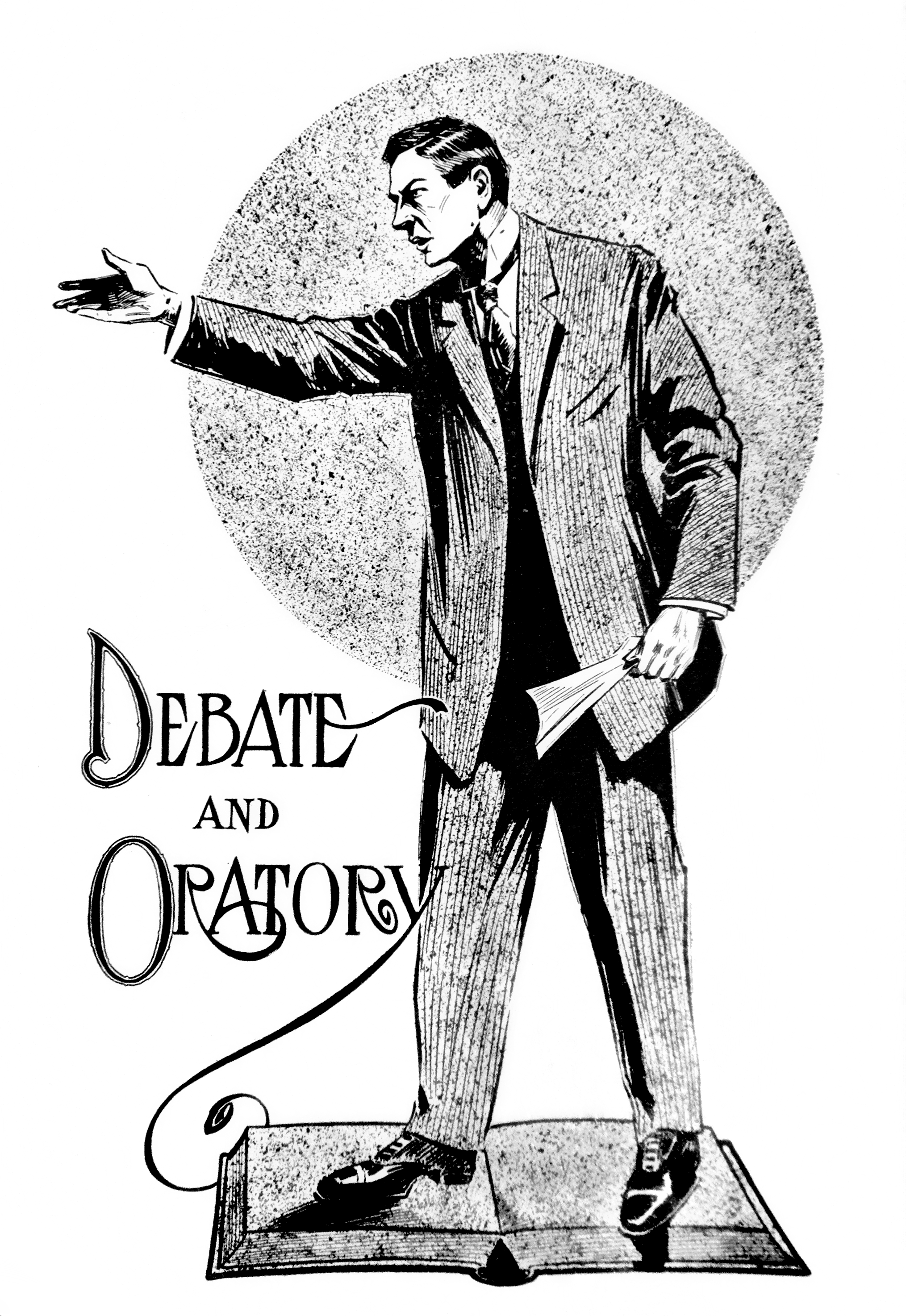
La retorica è l'arte di persuadere mediante i discorsi

La retorica è tradizionalmente intesa come l'arte del dire, del parlare, e più specificamente del persuadere con le parole. Il termine viene dal latino rhetorica (ars), a sua volta dal greco antico: ῥητορική τέχνη?, rhētorikḗ téchnē, 'arte del parlare in pubblico', da ῥήτωρ, rhḗtōr, 'colui che parla in pubblico', dalla radice del verbo εἴρω, eírō, 'io dico'.
Disciplina ancora vivace, ha raccolto lungo più di due millenni di storia un insieme assai vasto di dottrine e tecniche, confrontandosi e confondendosi con una molteplicità di discipline (in particolare con l'oratoria) e assumendo essa stessa aspetti e significati alquanto variegati, finendo per essere intesa anche come "teoria generale della comunicazione", tanto che lo storico francese Henri-Irénée Marrou la definì "denominatore comune della nostra civiltà [occidentale]".
In termini generali, la retorica può essere intesa come un metodo di organizzazione del linguaggio naturale, non simbolico, secondo un criterio per il quale ad una proposizione segua una conclusione. Lo scopo della retorica è la persuasione, intesa come approvazione della tesi dell'oratore da parte di uno specifico uditorio. Da un lato, la persuasione consiste in un fenomeno emotivo di assenso psicologico; per altro verso ha una base epistemologica: lo studio dei fondamenti della persuasione è studio degli elementi che, connettendo diverse proposizioni tra loro, portano a una conclusione condivisa, quindi dei modi di disvelamento della verità nello specifico campo del discorso. Sotto questo aspetto essa è, come nota Roland Barthes, un metalinguaggio, in quanto «discorso sul discorso».

## Aspetti generali

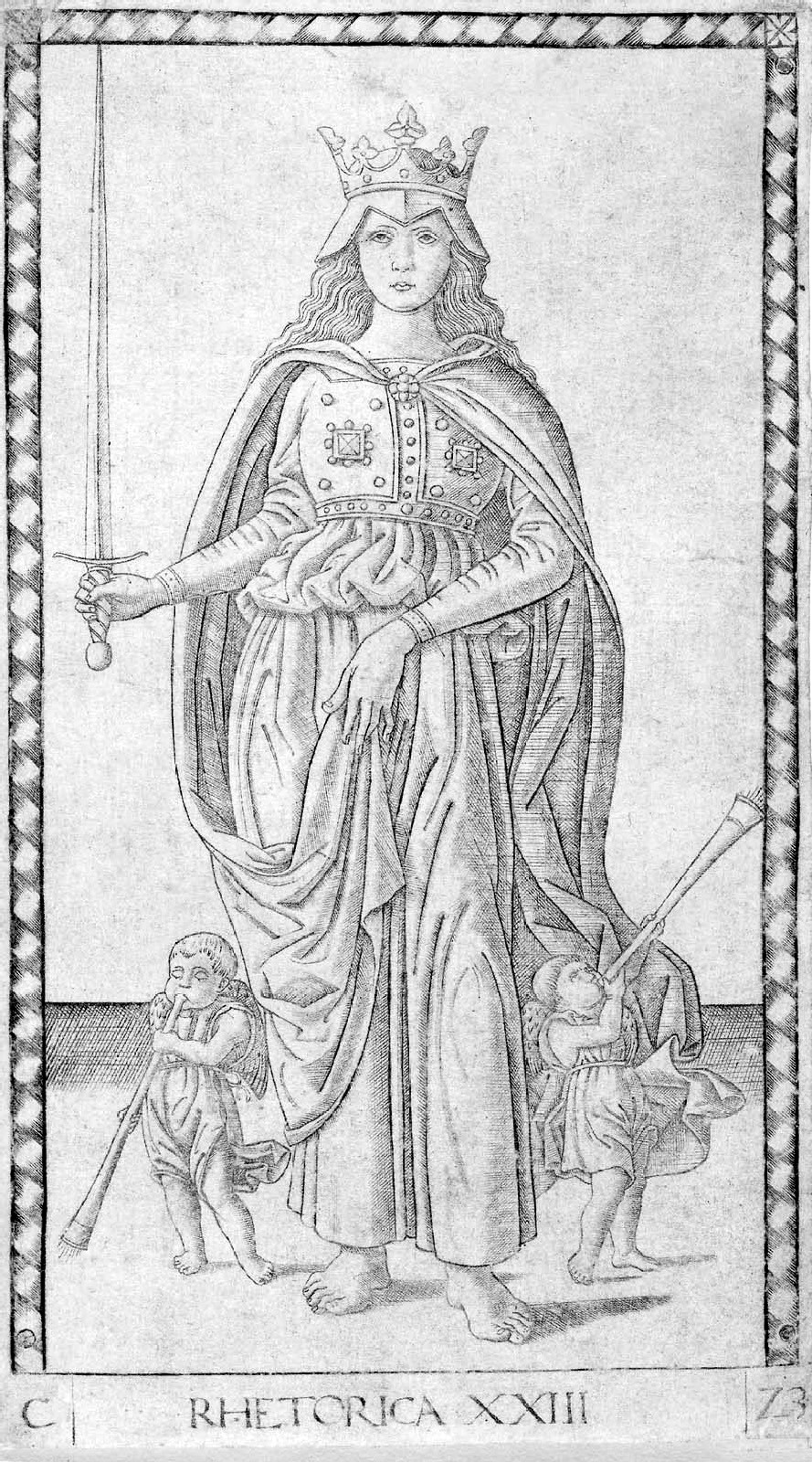
Personificazione della Retorica nei Tarocchi del Mantegna.

Nel corso della storia occidentale la retorica è stata qualificata come “arte”: in greco la parola τέχνη (téchnē), che comunemente viene tradotta con arte (ars in latino), indica più propriamente l'abilità manuale tecnica e artigianale, e da questo termine deriva la parola "tecnica". In particolare la retorica è l'“arte del discorso”: essa infatti si occupa dei discorsi in prosa scritti con una lingua “ornata” (quindi in certa misura “artificiosi”) allo scopo di persuadere qualcuno, cioè convincere o far mutare d'opinione chi ascolti. Emergono da qui due aspetti: da un lato la retorica studia come organizzare e strutturare un'orazione (parte che potremmo definire “sintagmatica”); dall'altro, essa si occupa anche del cosiddetto ornatus, cioè di tutti quei procedimenti stilistici (figure, tropi, colori in generale) che servono a ornare il discorso così da renderlo più gradevole e quindi più efficace (parte “paradigmatica”).

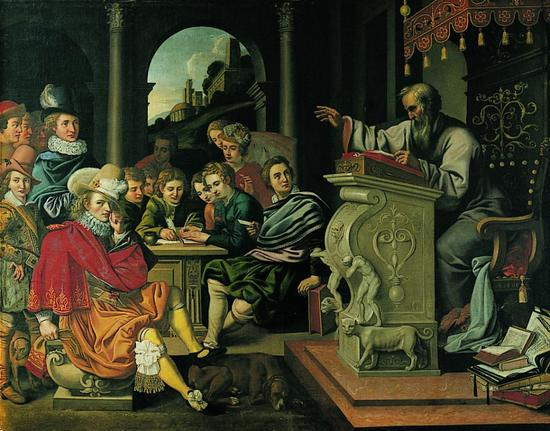
Dipinto di Pieter Isaacsz che raffigura un insegnante mentre legge in un'accademia di cavalieri.

Lo scopo della retorica è quello di fornire a retori e oratori (e non alla massa degli ascoltatori) le nozioni teoriche necessarie per comporre un discorso persuasivo. Nel corso dei secoli i teorici si sono impegnati a individuare i vari elementi e organizzarli in una tassonomia generale, senza però mai raggiungere una classificazione condivisa: il risultato è una lunga serie di trattati che, dall'antichità ai giorni nostri, passando per il Medioevo e il Barocco, hanno offerto agli oratori un insieme di regole da tener presente nella stesura di un discorso. Questo ingente numero di trattati, tuttavia, ha contribuito non poco alla stessa decadenza della retorica, la quale ancora oggi è vista con una certa diffidenza. Retorica, per il senso comune, è sinonimo di arte del discorso artificioso, costruito seguendo alla lettera un insieme di rigide regole stilistiche raccolte in manuali. In realtà, va detto che la retorica non si riduce affatto a una materia d'insegnamento, da trasmettere nelle scuole ed esercitare in maniera pedissequa; al contrario, come scrive Roland Barthes, la retorica è a sua volta anche:
- una scienza, in quanto studia in maniera rigorosa i fenomeni e gli effetti del linguaggio;
- una morale, poiché la capacità di sfruttare ambiguità della lingua la rende un'arma potente, che richiede un codice morale per essere esercitata senza arrecare danni;
- una pratica sociale, poiché nell'Antichità differenziava i potenti (chi ha accesso all'arte della persuasione) dai sudditi (coloro che soccombono al potere ammaliante della parola);
- una pratica ludica, un giocare con le parole e la lingua (parodie, scherzi, doppi sensi).

## Storia
Insieme alla grammatica è la più longeva disciplina che si occupa del linguaggio. Si è infatti soliti individuarne la nascita a Siracusa: con la cacciata di Trasibulo (465 a.C.), la fine della tirannia e lo svilupparsi di numerosi processi relativi a proprietà private sottratte ai cittadini dai Dinomenidi, sorse la figura del ῥήτωρ, che aveva il compito di convincere le giurie popolari davanti a cui venivano celebrate le cause. I primi maestri di cui la tradizione ricordi sono Corace e Tisia. Fin dalle origini, essa ha dunque una finalità pratica (una téchnê è un congiunto di "tecniche pratiche"), intimamente legata all'oratoria giudiziaria. Dalla Sicilia, nella seconda metà del V secolo a.C., con Gorgia e altri sofisti, la retorica si sviluppò poi in Attica: in questo passaggio, essa prese ad essere applicata non solo al discorso orale ma anche allo scritto. Esiste un'altra tradizione sulle origini della retorica, accreditata da Aristotele, secondo cui il fondatore sarebbe stato Empedocle di Agrigento.
Nel IV secolo a.C., la retorica greca era ormai un elemento centrale dell'educazione dell'uomo, venendo peraltro ad assumere soprattutto il significato di 'arte del bello scrivere', anche se non mancano tensioni antiretoriche, particolarmente vistose in Platone, che ne scrisse nel Gorgia e poi, con maggiore considerazione, nel Fedro. Aristotele la distingue dalla poesia e dalla filosofia, che si occupa delle verità dimostrabili, mentre la retorica si occupa del verosimile e del probabile e cerca di influenzare la δόξα, l''opinione'.
Nel II secolo a.C. la retorica si diffuse in Occidente, in particolare a Roma, dove venne assimilata rapidamente, con trattati quali la Rhetorica ad Herennium (testo scritto da autore sconosciuto tra l'86 e l'82 a.C.) e il De inventione di Cicerone. Con la fine della Repubblica romana, la retorica prese a decadere. Quintiliano fissò gli insegnamenti greci e romani nella Institutio oratoria (fine del I secolo d.C.).
Nel Medioevo, la retorica venne a far parte del trivium, cioè l'insegnamento delle tre arti "liberali" o artes sermocinales (oltre alla retorica, la grammatica e la dialettica).
In età moderna, la retorica decadde, per poi conquistarsi uno spazio assai rilevante tanto nella filosofia del diritto e nella logica, ad esempio con Chaim Perelman, quanto nella linguistica e nella critica letteraria (formalismo russo, New Criticism, Barthes, Genette, Eco).

### Le origini

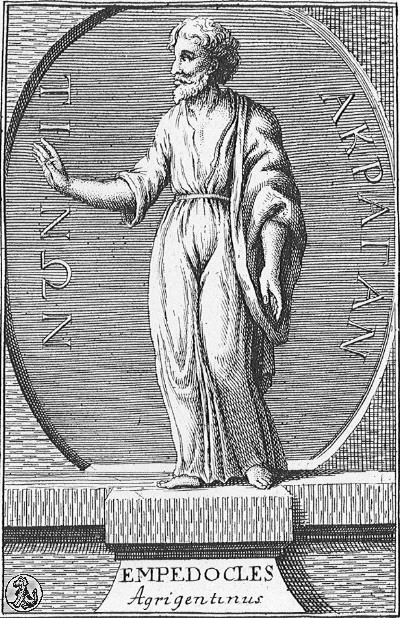
Empedocle

Per la nascita della retorica è possibile fornire indicazioni geografiche e cronologiche precise: allorché nel 465 a.C. terminò la tirannia di Trasibulo, ultimo dei fratelli Gelone e Gerone I, che si erano resi protagonisti di massicci espropri di terreni, molti cittadini di Siracusa intentarono processi per tornare in possesso dei beni confiscati, facendo valere i propri diritti in tribunale con l'arma della parola. In questo contesto il primo a dare lezioni di eloquenza pare fu il filosofo Empedocle di Agrigento, subito imitato dai suoi allievi siracusani Corace e Tisia, i primi a scrivere manuali di retorica (il primo fu scritto da Corace attorno al 460 a.C.) e a chiedere un compenso per i propri insegnamenti.
Corace e il suo discepolo Tisia vengono sovente indicati come i «padri» della retorica, sebbene la testimonianza di Cicerone ci informi che essa doveva essere conosciuta in Sicilia fin da tempi remoti: il loro merito sta dunque nell'aver teorizzato «con metodo e precettistica» quella che era un'antica pratica. Fondamento della loro arte (a quanto risulta dalla testimonianza di Platone) è il concetto di «verosimile» (eikós), ovvero tutto ciò che non può essere definito «vero» o «falso» in termini assoluti, che essi studiarono con un metodo rigoroso, scientifico.
Gli insegnamenti dei due retori si affermarono rapidamente in Sicilia, ma il loro non fu certo l'unico orientamento diffuso: in contrapposizione alla loro retorica scientifica si affermò nella scuola pitagorica una retorica che potremmo definire irrazionalista, basata sulla seduzione che la parola è in grado di esercitare sull'anima di chi ascolta (psicagogia). I pitagorici distinguevano gli argomenti e i discorsi in base al tipo di pubblico (polytropía), e facevano largo uso di antitesi; inoltre, sempre a essi si deve la prima teoria del kairós («opportuno»), concetto inteso come armonia numerica e strettamente collegato alla polytropía, con il quale si indica il grado di opportunità di un discorso in relazione all'uditorio che si ha di fronte.

### La Sofistica
Nel corso del V secolo a.C., dalla Magna Grecia la retorica giunse rapidamente in Attica, e soprattutto ad Atene, grazie all'attività di insegnamento dei sofisti. Nell'età di Pericle, che per molti versi rappresentò l'età d'oro della polis ateniese, intellettuali come Protagora, Gorgia, Prodico, Ippia e Trasimaco trovarono terreno fertile: molti giovani di buona famiglia accorrevano da ogni parte per apprendere, dietro compenso, le lezioni impartite da questi "maestri di virtù", che giravano di città in città insegnando come tenere discorsi nelle assemblee pubbliche. E proprio l'insegnamento della retorica li indusse a sviluppare ulteriormente questa tecnica. Protagora ad esempio, padre della Sofistica, concentrava la propria attenzione su problemi di carattere linguistico e semantico (e lo stesso farà Prodico), alla ricerca di un logos horthótatos, un linguaggio rigoroso e formalmente preciso per definire le cose. Egli era poi un sostenitore del relativismo etico e gnoseologico, espresso dalla celebre massima secondo cui l'uomo è misura di tutte le cose: da queste considerazioni scaturiva il suo interesse per i discorsi contrastanti (dissòi lógoi) e l'antilogica, la tecnica che ha lo scopo di trovare per uno stesso oggetto due argomenti contrapposti, uno cioè che lo afferma e uno che lo nega (portata all'estremo, questa tecnica prende il nome di “eristica”).
Inoltre, con i sofisti la retorica comincia a intrattenere stretti rapporti con la poesia, cessa di essere usata solo in tribunali e assemblee pubbliche e assume valore epidittico, diventando un'arte a sé stante: tutto questo soprattutto grazie a Gorgia di Leontini e Trasimaco di Calcedonia. Per essi l'arte di persuadere era da intendersi soprattutto come una forma di suggestione, totalmente avulsa da ogni esigenza di giungere a una conoscenza o un convincimento basati su argomenti razionali e sulla produzione di prove e argomenti a favore. Il retore doveva possedere una persuasività tale da convincere chiunque di qualsiasi cosa, a prescindere dall'argomento trattato: il logos, la parola, afferma Gorgia nell'Encomio di Elena, è onnipotente sia sugli uomini sia sugli dei, e la sua potenza consiste appunto nell'indurre a ritenere giusto e vero ciò che si afferma. La particolare predilezione della Sofistica per la capacità di persuasione dell'orazione e tutti gli strumenti retorici a essa collegata (la cosiddetta doxa o "verosimiglianza") attirò le ire della maggior parte delle poleis e degli oratori o logografi di professione, i quali sostenevano che quest'uso del logos era tanto spregevole quanto subdolo e scorretto.
In particolare, Gorgia, allievo di Empedocle, fu il primo a introdurre nella prosa i tropi, le figure e tutti gli ornamenti tipici della poesia, mentre Trasimaco divenne celebre per l'invenzione dello stile «medio», opposto a quello aulico del sofista di Leontini.

### L'oratoria di età classica

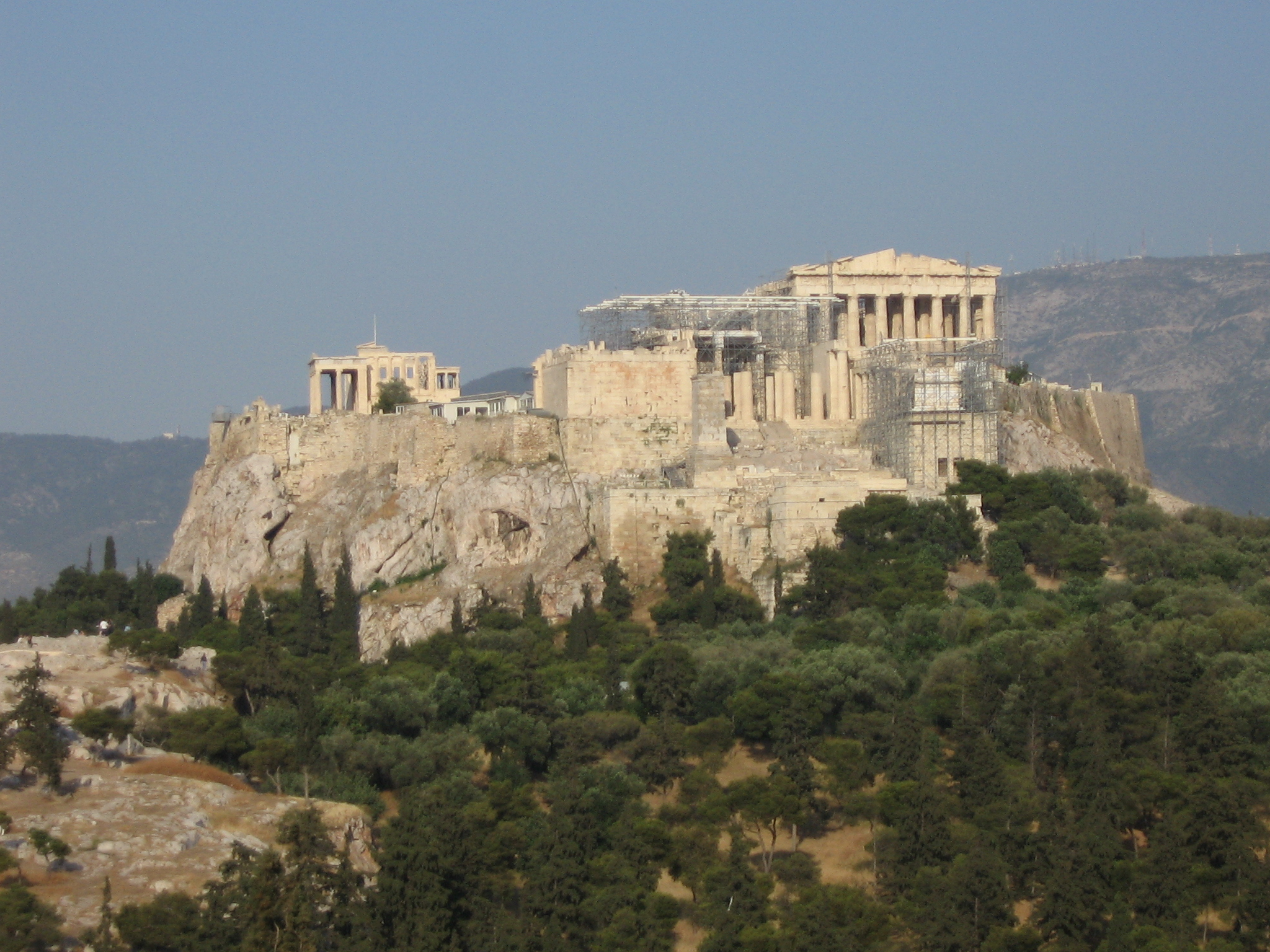
Acropoli di Atene

Durante il V secolo a.C. l'oratoria si diffuse largamente ad Atene, favorita dal diritto di partecipare alla vita pubblica che la polis democratica riconosceva a tutti i cittadini. Sia nelle assemblee sia nei processi la deliberazione era affidata al voto della comunità, di fronte alla quale il cittadino si presentava per tenere un discorso: per far valere i propri interessi e i propri diritti era dunque necessario padroneggiare al meglio l'arte della parola. A questo periodo risalgono le prime schematizzazioni che precisano le parti di cui devono essere composti i diversi tipi di discorso, soprattutto per quanto riguardava il genere giudiziario (discorsi di accusa o difesa), mentre più flessibile era il caso del deliberativo (tipico delle orazioni politiche) e dell'epidittico (orazioni pubbliche tenute durante festività o funerali). Tuttavia all'oratore, per avere successo, erano necessarie preparazione e doti personali, e poiché non tutti disponevano di denaro per studiare o di particolare attitudine a parlare in pubblico, presto si diffuse la pratica di rivolgersi a un professionista della retorica: il logografo. Questi scriveva discorsi che poi il committente avrebbe imparato a memoria e ripetuto in tribunale.
Un canone di epoca ellenistica elenca i nomi di 10 oratori ateniesi, distintisi per la loro eccellenza: Antifonte, Andocide, Lisia, Isocrate, Demostene, Iseo, Licurgo, Eschine, Iperide e Dinarco. Di questi, i più antichi furono Antifonte di Ramnunte e Andocide, entrambi appartenenti all'aristocrazia e coinvolti nella vita politica ateniese ai tempi della Guerra del Peloponneso: Antifonte (che forse fu anche sofista) fece parte della Boulé dei Quattrocento e fu per questo motivo giustiziato, mentre Andocide fu coinvolto nello scandalo delle erme e costretto all'esilio.

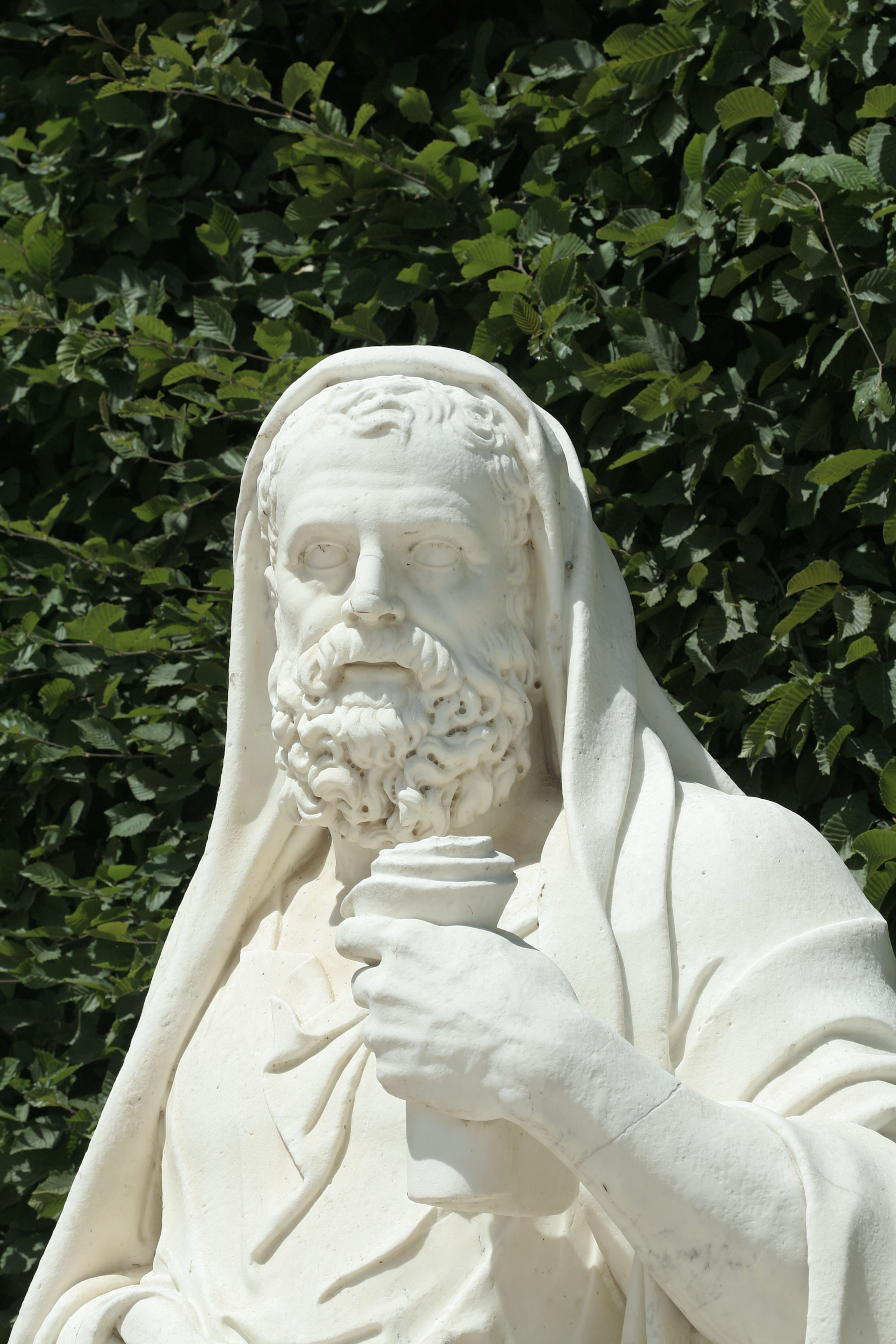
Lisia

Nato in una famiglia di meteci, Lisia fu un logografo e scrisse in dialetto attico puro, senza figure retoriche. Sostenne l'importanza dell'etopea, cioè della capacità di immedesimarsi nel carattere del personaggio che difendeva e divenne un modello per gli atticisti. Difatti la maggior parte dei logografi suoi contemporanei non badava al rapporto tra personaggio pronunciante e discorso pronunciato, facendo sì che molte memorabili orazioni passate alla storia per la raffinatezza stilistica e lessicale fossero in realtà pronunciate da soggetti non istruiti, o comunque non abbastanza dotti da poter comporre un'orazione come quella appena pronunciata. Inoltre, alla capacità mimetica Lisia univa un grande talento narrativo, con il quale descriveva in modo sobrio scene estremamente drammatiche, come uccisioni e vendette. Il suo stile si presenta quindi elegante, essenziale e preciso: ogni causa giudiziaria è unica, e in quanto tale richiede che la sentenza sia valutata attentamente e commisurata alla situazione.

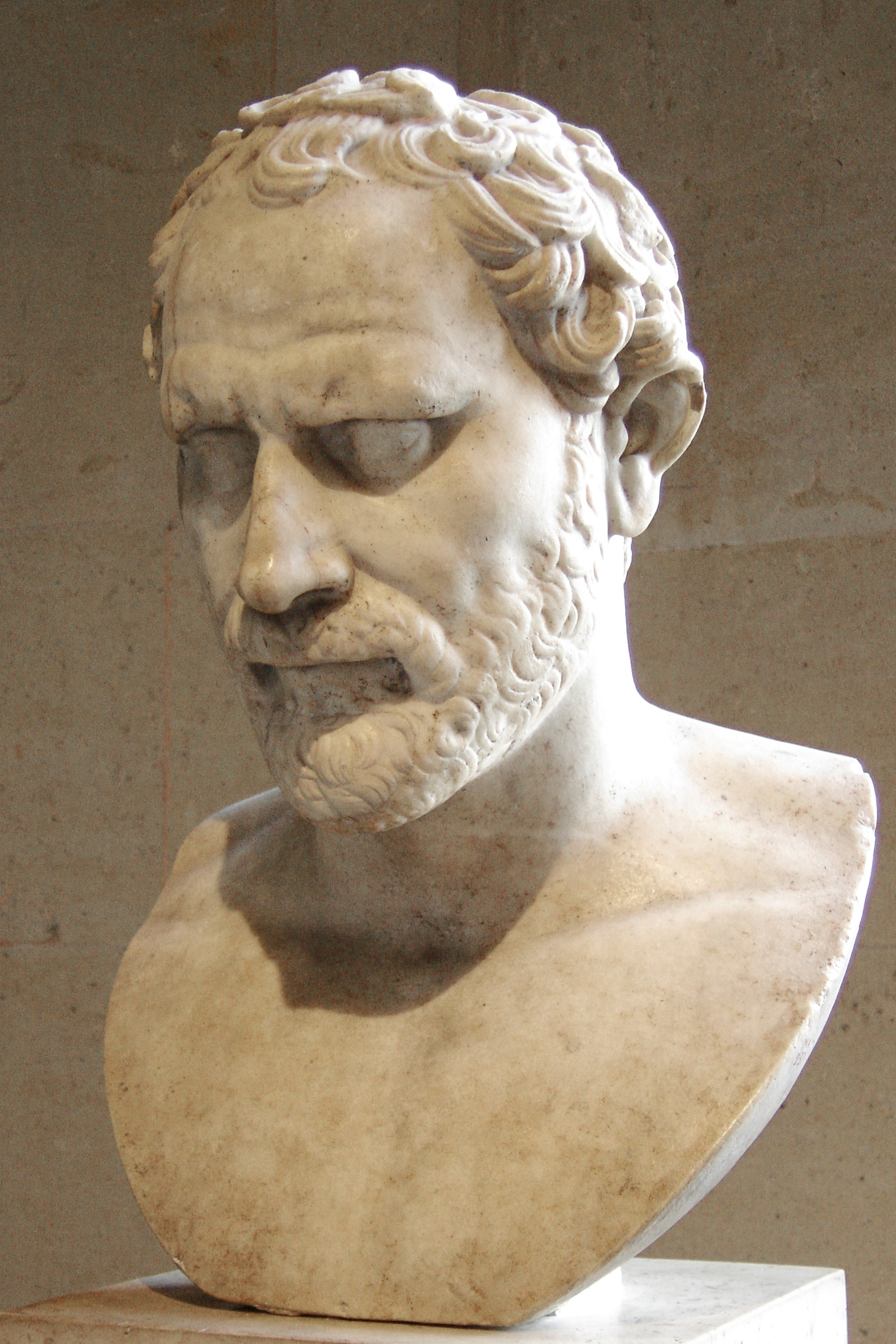
Demostene

Anche Demostene, vissuto nel IV secolo a.C. e rivale di Isocrate ed Eschine, all'inizio della sua carriera fu un logografo e si dedicò alla retorica giudiziaria. La sua fama è però dovuta al suo impegno nella vita pubblica e alla sua oratoria politica: in particolare si oppose con forza alla mire espansionistiche di Filippo II di Macedonia, contro il quale compose le famose Filippiche, in cui il sovrano veniva presentato come un barbaro nemico dei valori della democrazia e gli ateniesi erano invitati a ridestarsi dall'inazione per difendere le libertà comuni, andando in soccorso delle città sotto assedio macedone. Lo stile di Demostene si caratterizza quindi per vitalità e vigore, ricco di metafore, iperboli, apostrofi e drammatici effetti a sorpresa: il pathos della sua oratoria mirava infatti a infiammare gli animi degli ascoltatori e persuaderli della necessità di impegnarsi attivamente nell'azione politica.
Ben diversa fu l'opera di Eschine, assertore (come altri intellettuali) dell'inevitabilità del dominio macedone sulla Grecia. Egli si rivelò un grande esperto di questioni legali, e la sua oratoria è caratterizzata da lucidità e coerenza logica, ma è priva del pathos che rese celebre il suo avversario Demostene. Quest'ultimo trovò invece un alleato in Iperide, che si batté contro l'egemonia macedone fino al sacrificio estremo (fu giustiziato da Antipatro nel 322 a.C.): poco è giunto ai giorni nostri delle sue orazioni, in cui, con eleganza e ironia, ritraeva scene di vita quotidiana, nel solco tracciato dallo stile di Lisia.

### Platone
Nel IV secolo a.C., Platone oppose alla concezione sofistica una propria visione della retorica: negando che essa sia un'arte (techne), il filosofo le preferì la definizione di «abilità» (empeiria), attribuendole però allo stesso tempo una funzione eminentemente pedagogica, come strumento in grado di guidare l'anima attraverso argomentazioni e ragionamenti (la cosiddetta psicagogia). In altre parole, dalla retorica dei sofisti, a cui venivano ascritte unicamente caratteristiche negative, Platone distingueva una retorica per così dire «buona», la quale, esercitata dai filosofi e quindi orientata allo studio della filosofia, potesse essere di utilità per instradare alla conoscenza del bene. La pratica della retorica veniva così ricondotta nell'alveo della stessa filosofia, con la quale finiva per identificarsi, svuotata della propria autonomia. Cambiavano di conseguenza gli interlocutori - non più il popolo o i giudici - e i luoghi - non più assemblee o giudizi.
D'altra parte, è fuor di dubbio che a instradare il giovane Platone allo studio del rapporto tra filosofia e retorica fu la frequentazione del maestro Socrate, il quale, nell'esercizio della sua maieutica, faceva uso di una particolare e originalissima forma di retorica, fatta di domande e risposte brevi (la cosiddetta brachilogia, contrapposta alla macrologia dei sofisti). L'Accademia platonica riprenderà le teorie di Platone riguardanti la ἀλήθεια (alétheia) o "verità", in netto contrasto con la visione sofistica, secondo la quale la verità deve essere posta in secondo piano, sottostante all'eloquenza dell'oratore e alla sua capacità di convincere l'uditorio riguardo l'attendibilità e la veridicità del suo discorso.

### Isocrate

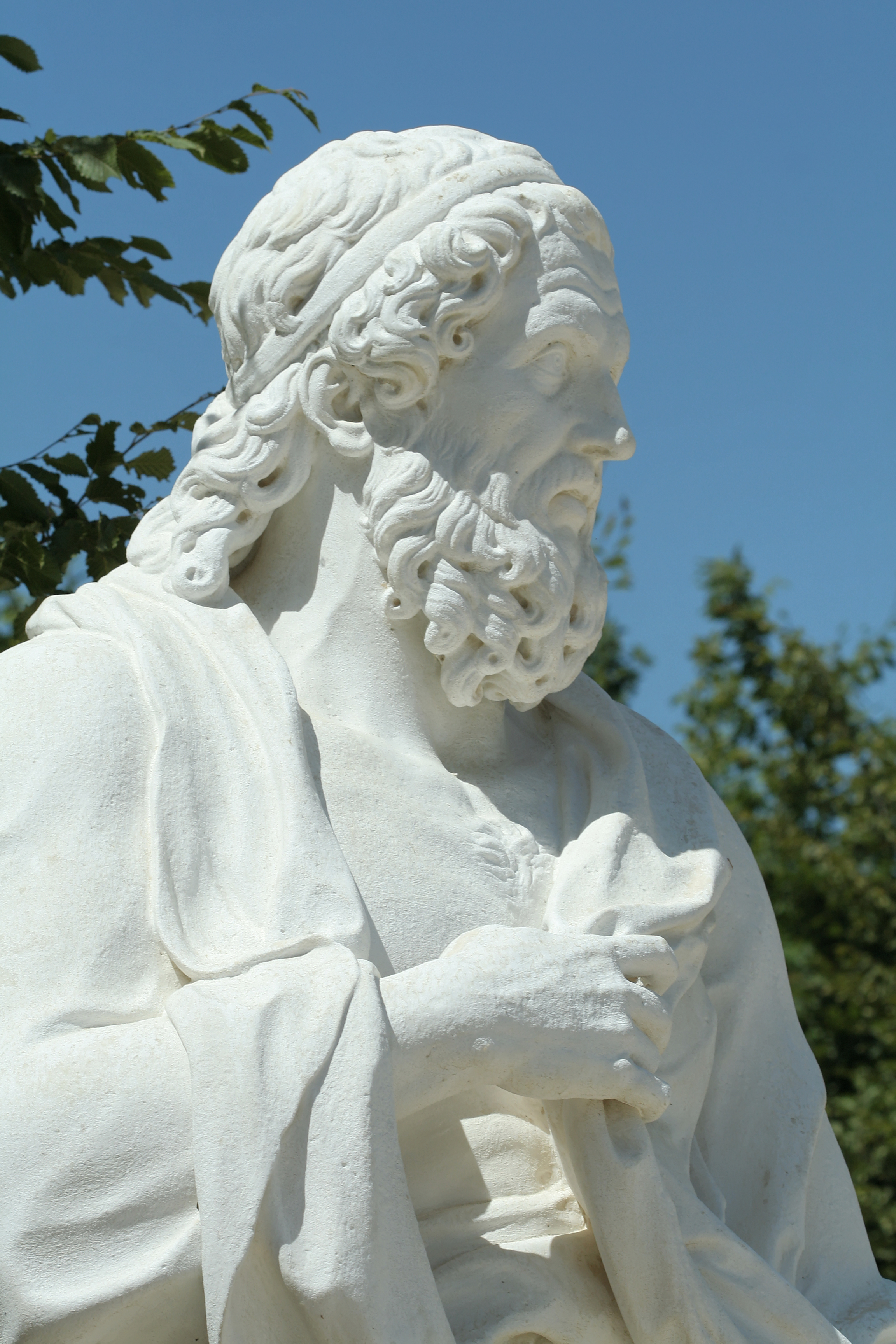
Isocrate

Contemporaneo di Platone e allievo di Gorgia, Isocrate formulò un'interessante proposta educativa (paideia) fondata sull'apprendimento della retorica e messa in pratica nella sua scuola, concorrente dell'Accademia platonica. L'intento del retore, che amava definirsi filosofo (in un'accezione differente da quella di Platone), era quello di formare cittadini virtuosi attraverso lo studio della retorica: erede della lezione della Sofistica, egli riteneva la virtù nient'altro che la ragionevole opinione condivisa dai membri della polis, che doveva essere sempre tenuta presente dal retore nei propri discorsi così da guadagnare una buona reputazione. La virtù per Isocrate, infatti, non consiste in una ricerca infinita che miri al bene e alle verità somme, né può essere insegnata come fosse una techne, e chi, come certi filosofi, dice di poterlo fare, mente; all'opposto di questi insegnamenti, che egli definisce «vuote chiacchiere», vi è l'arte della parola, che è l'arte umana per eccellenza, quella che distingue gli uomini dagli animali e fa sì che possa esserci la civiltà. La sua è dunque una posizione pressoché intermedia tra i due estremi della retorica greca del V secolo a.C., ovvero la Sofistica e l'Accademia platonica (che sostenevano rispettivamente la δόξα e la ἀλήθεια).
Inoltre, poiché la retorica insegna a scegliere l'argomento di volta in volta più opportuno (kairós) per convincere il pubblico che si ha davanti, essa fornisce a chi la pratica (purché abbia una certa predisposizione) gli strumenti necessari per poter discernere, in qualsiasi ambito professionale o nella vita quotidiana, quelle tra le diverse opzioni che risulteranno più utili al raggiungimento del successo personale.
Isocrate tenne soprattutto orazioni dimostrative, con uno stile armonioso; si trattò dunque di un esponente della cosiddetta oratoria epidittica (dal termine greco epideiktikós, derivato di epideíknymi ossia «dimostrare»). Era questo il genere di eloquenza tenuto dagli antichi oratori greci nelle cerimonie pubbliche, spesso in occasione dei funerali in cui si rendeva necessario tessere le lodi del defunto. Una caratteristica fondamentale di Isocrate era costituita dalla sua cura formale per l'orazione: talvolta questo labor limae diveniva così ampio da richiedere una quantità di tempo smisurata. Così facendo non capitava di rado che Isocrate - o chiunque in sua vece - pronunciasse orazioni riguardanti tematiche ormai datate.

### Aristotele

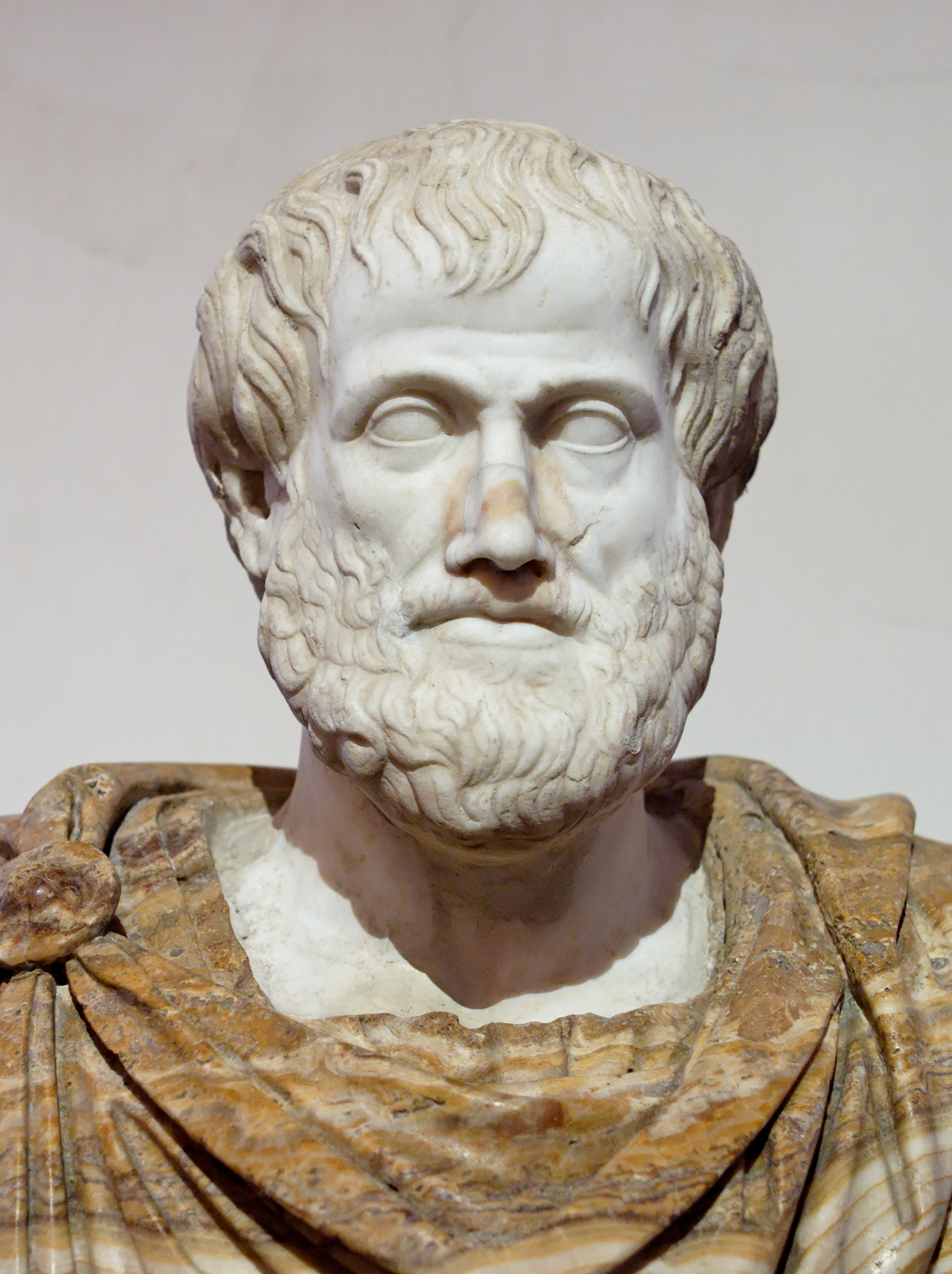
Aristotele

Diversamente da Platone che le rifiutava il titolo di techne, Aristotele definì la retorica «la facoltà di scoprire il possibile mezzo di persuasione riguardo a ciascun soggetto». Egli distolse l'attenzione dal considerare la retorica una mera arte della persuasione, incentrando invece l'analisi sullo studio dei mezzi di persuasione, strumenti indipendenti dall'oggetto dell'argomentare. La retorica riacquista così una funzione propria, autonoma dalla filosofia e in stretta relazione con la dialettica, della quale è da considerare la controparte. Il merito di Aristotele è quello di aver raccolto in un sistema organico tutte le scoperte fatte fino ad allora dai retori, sottolineando come la retorica debba essere una tecnica rigorosa strettamente legata alla logica: mentre la dialettica produce le proprie dimostrazioni per mezzo dei sillogismi, la retorica ricorre all'entimema, il sillogismo retorico basato su premesse probabili (éndoxa). Tuttavia - e qui sta la differenza con la logica - come le premesse, anche le conclusioni a cui giunge l'entimema sono solo probabili, e quindi passibili di confutazione.
Più in generale, lo studio sistematico della retorica in quanto techne viene portato avanti dallo Stagirita partendo dall'analisi di tutti gli elementi entechnoi, quelli cioè interni alla retorica, in primis le argomentazioni dimostrative (pisteis): tra esse la principale è l'entimema (deduzione retorica), ma va ricordato anche l'esempio (induzione retorica). Inoltre, Aristotele dedica particolare attenzione a classificare i generi del discorso (giudiziario, deliberativo, epidittico), organizzandoli in base al tipo di uditorio (il giudice, l'assemblea politica, un generico pubblico) e al tempo (passato per chi si difende in tribunale, futuro per chi delibera, presente per chi elogia). Successivamente, il filosofo si dedica anche all'ethos e alle passioni (pathos), lasciate inizialmente in secondo piano, evidenziando come anch'esse, al pari degli elementi «dialettici», risultino indispensabili se si vuole persuadere qualcuno.
Col passare del tempo, la retorica finirà per identificarsi con l'arte dello scrivere corretto e dell'eloquio fluente, ma l'influenza dello Stagirita e del suo sistema continuerà a perdurare nei secoli a venire.

### L'ellenismo
Durante l'ellenismo la retorica continuò a essere studiata e a destare l'interesse dei filosofi, in particolare degli Stoici. Zenone, padre di questa corrente filosofica, definì la retorica e la dialettica come le due parti di cui si compone la logica, raffigurata attraverso la celebre immagine della mano: il pugno chiuso indica il carattere conciso della dialettica, mentre la mano aperta con le dita distese rappresenta la retorica e i suoi modi diffusi. Alla retorica veniva pertanto riconosciuto il medesimo valore attribuito alla prosa filosofica, e ne veniva rilevata l'utilità a scopo didattico: essa è l'arte del parlar bene, e parlar bene, per gli stoici, significa dire la verità. In questo modo, la retorica sembra contendere il campo alla filosofia, riaprendo l'antico dissidio che aveva contrapposto Platone ai sofisti.
Su questo solco si collocano le riflessioni di altri filosofi stoici, come Crisippo, Cleante e Diogene di Babilonia, e a queste dottrine si rifà anche Ermagora di Temno, retore tra i più celebri e importanti del II secolo a.C. La sua teoria viene ricordata soprattutto per due aspetti: la divisione tra ipotesi e tesi, e l'introduzione del concetto di stasis. Anzitutto, secondo Ermagora la retorica non si deve occupare solo di controversie personali riguardanti singoli individui, le hypotheseis, ma anche di questioni di carattere generale e universale, cioè le theseis; in questo modo, la retorica invade ancora una volta (non senza aspre polemiche) il campo della filosofia, e oggetto del suo interesse diventano il bene e il giusto. Inoltre, Ermagora si soffermò sulla trattazione della stasis (in latino status), la determinazione della questione principale di cui si occupa l'orazione, a partire dalla quale egli proponeva una propria classificazione dei discorsi, che interessava prevalentemente quelli giudiziari e che, a differenza di Aristotele, distingueva due generi: il genere razionale (γένος λογιστικόν) e il genere legale (γένος νομικόν). Il primo dipende dal senso comune, e può essere suddiviso nei sottogeneri “congetturale”, “definitivo”, “qualitativo” e “traslativo”; il genere legale, invece, riguarda la legislazione e può essere ulteriormente suddiviso nei sottogeneri riguardanti la lettera, le leggi contrarie, l'ambiguità e il sillogismo.
Sempre nel II secolo a.C. si assiste poi allo sviluppo di due diversi stili di retorica, corrispondenti a due diversi orientamenti e due diverse scuole:
- La corrente asiana
Dalla corrente asiana derivò la famosa corrente dell'asianesimo (vale a dire «che è nata in Asia Minore») nel III secolo a.C. Era uno stile retorico ridondante, fortemente ritmato, barocco e ampolloso, in cui veniva fatto un uso frequente di frasi spezzate, metafore e parole inventate, che però conobbe una grandissima diffusione. Caposcuola di questa corrente fu Egesia di Magnesia. L'asianesimo si affermò anche a Roma nel I secolo a.C. insieme con una corrente rivale (vedi sotto).
- La corrente attica
Dalla corrente asiana deriva, come controproposta purista e conservatrice, un altro famoso stile retorico, l'atticismo (cioè «che è nativo dell'Attica, Grecia»). Era uno stile retorico cronistico, caratterizzato una scrittura scarna e, per usare un termine moderno, telegrafica. Modello di questo stile retorico fu il famoso oratore Lisia, oltre a Isocrate e Senofonte. L'atticismo si affermò a Roma nel I secolo a.C. come rivale dell'asianesimo.

Questi due stili erano rigidamente opposti, tanto da generare forti scontri nei secoli successivi. Il principale esponente dell'asianesimo fu Teodoro di Gadara, mentre tra gli atticisti si ricordano Apollodoro di Pergamo, Dionigi di Alicarnasso e Cecilio di Calacte.

### La retorica nella Roma repubblicana
Nel mondo greco la retorica mantenne sempre una certa importanza nell'educazione dei giovani (paideia), venendo compresa tra le materie di insegnamento. L'arte del parlare (oratoria) si sviluppò grazie alla parresia, la libertà di parola ed espressione: durante il governo di Pericle ad Atene si arrivò a dare a tutti la possibilità di esprimersi in pubblico. Anche in seguito la retorica e l'oratoria continuarono a vivere e svilupparsi, sebbene i retori furono sempre meno affermati. I Romani, con la conquista dell'Oriente e della Grecia a seguito della battaglia di Pidna del 168 a.C., entrarono in contatto con la cultura ellenica, restandone fortemente influenzati.
(Orazio, Ep. II 1, 156)

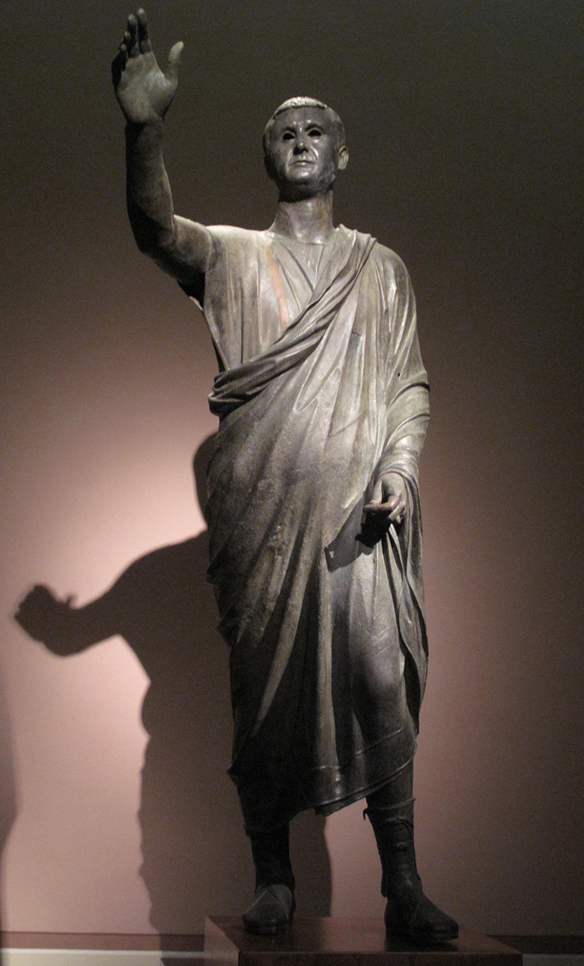
Arringatore, bronzo di epoca repubblicana.

L'oratoria rimase a Roma uno strumento riservato alla nobilitas per avanzare nel cursus honorum. Essa veniva applicata inizialmente solo da schiavi, liberti e italici, e veniva considerata un'attività legata agli otia, cioè al tempo libero. Iniziatore della prosa oratoria latina è considerato Appio Claudio Cieco, il quale nel 280 a.C. tenne un discorso per persuadere i senatori a non accettare le condizioni di pace poste dal re dell'Epiro Pirro subito dopo la vittoria di Eraclea. Alla fine dell II secolo a.C. le orazioni mostrano una prima assimilazione delle teorie greche. Un alto livello viene raggiunto da Marco Antonio e Lucio Licinio Crasso, che individua l'importanza dell'arte retorica nella vasta e raffinata cultura e nello stile utilizzato, cioè l'elocutio, la capacità di scegliere i termini per adattarli elegantemente nel testo. Lo stesso Crasso, d'altra parte, in qualità di censore fece chiudere nel 92 a.C. la scuola dei rhetores Latini di Lucio Plozio Gallo. La retorica romana nell'età della grande espansione territoriale è caratterizzata soprattutto dalla preminenza della figura di Marco Porcio Catone, detto anche Catone il Vecchio o "il Censore". I suoi discorsi sono caratterizzati da uno stile semplice e conciso, da frasi taglienti, debitrici dell'influsso greco, anche se tanto attaccato dalla sua politica conservatrice. È un'opera oratoria quasi esclusivamente politica le cui tematiche sono il ruolo degli equites, la questione del lusso, la politica interna ed estera. I conflitti politici del II secolo a.C. incentivarono l'arte oratoria, e molti oratori di questo periodo provennero dal Circolo degli Scipioni, oppositori del progetto politico dei Gracchi, i fratelli Tiberio e Caio.
A Roma la retorica fu quindi materia molto studiata e molto praticata, sia nelle sue applicazioni forensi sia in quelle politiche: ne è un chiaro esempio Cicerone, con le sue famose Verrine, orazioni scritte contro il propretore della Sicilia Verre; ma non può certo tralasciarsi il ruolo essenziale che, dopo di lui, ebbe Quintiliano, che nella Institutio oratoria elaborò una vera e propria silloge della retorica classica così come si era sviluppata fino alla sua epoca.
Tra il 150 e il 100 a.C. circa si opposero tra loro le due scuole oratorie nate in Grecia, quella asiana e quella atticista. L'ampollosità caratteristica dello stile asiano fu incarnata dall'oratore Quinto Ortensio Ortalo. Tra gli oratori atticisti, uno dei più importanti fu certamente Cesare, anche se i suoi discorsi sono andati perduti. Accanto alla scuola attica e alla scuola asiana, vi era anche una terza scuola retorica, detta rodiense, dalla città di Rodi appunto. Esponente principale della scuola rodiense, sintesi delle vene stilistiche contenutistiche delle altre due scuole, fu sicuramente Cicerone, i cui maestri furono Apollonio di Alabanda e il suo seguace Apollonio Molone.
Proprio all'Arpinate viene falsamente attribuito il più antico trattato latino di retorica giuntoci, la Rhetorica ad Herennium. Scritto presumibilmente tra l'88 e l'82 a.C., debitore delle teorie degli stoici e in particolare di Crisippo ed Ermagora, questo testo punta l'attenzione sul valore prettamente civile della retorica e sulla definizione di verosimile, che viene distinto sia dagli argomenti storici sia da quelli finti (fabulae). L'anonimo autore si dedica poi a un'attenta analisi delle cinque parti della retorica, tra le quali per la prima volta viene riconosciuta l'importanza della memoria.

### Cicerone

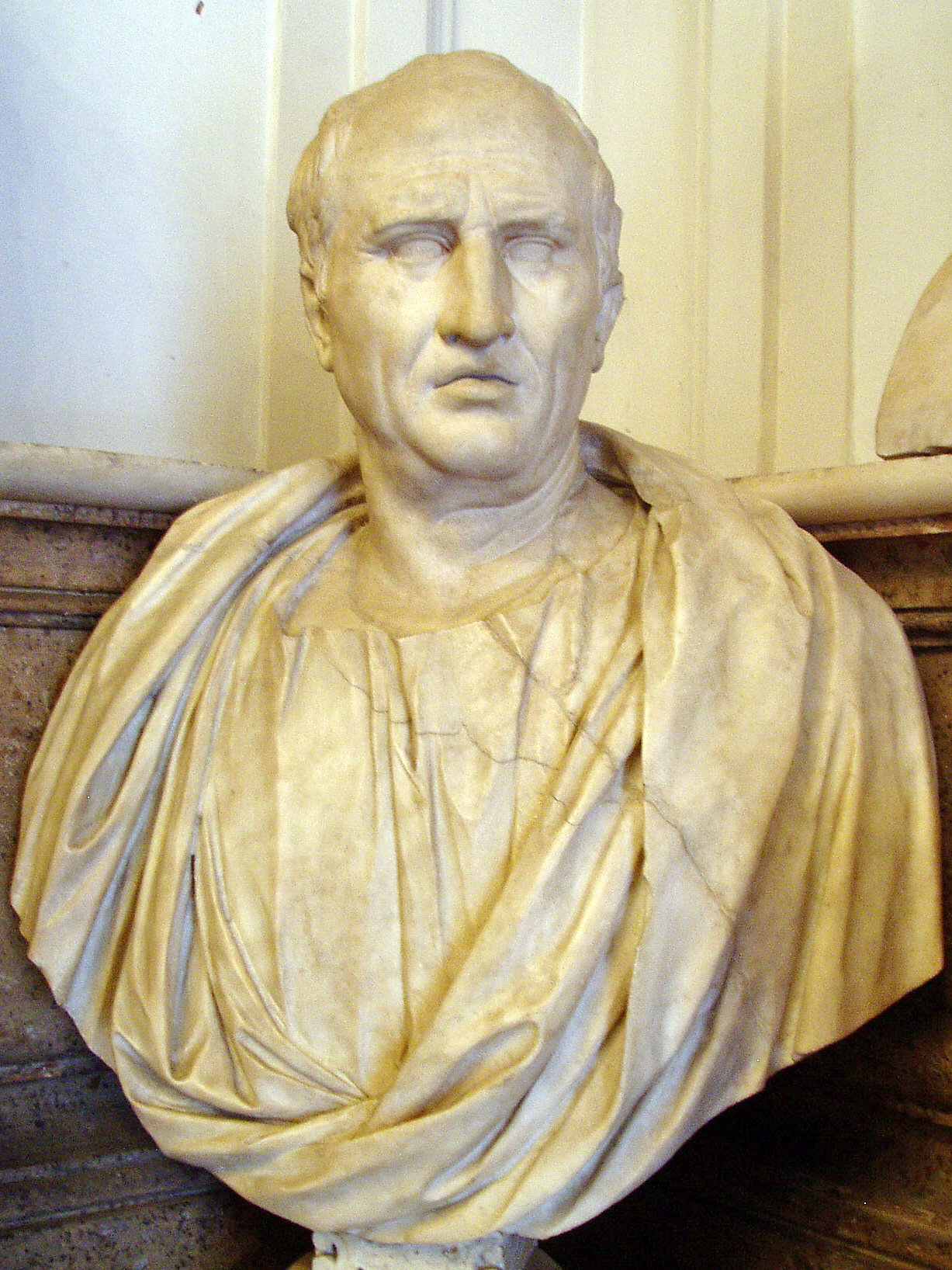
Cicerone

Considerato il più importante retore latino, Cicerone è ricordato sia per essere stato un grande oratore (a lui si deve la diffusione dello stile rodiese, con la sua prosa più temperata rispetto all'Asianesimo, ma priva dell'asciuttezza dell'Atticismo), sia per le sue opere teoriche, in cui entrò nel merito dei principali dibattiti in corso. Egli però evitò nei suoi testi un'esposizione troppo tecnicistica, preferendo piuttosto fornire una visione non specialistica della retorica e del ruolo dell'oratore, mostrando come essa si radichi nel campo delle lettere e della filosofia: in questo modo, Cicerone intendeva ribadire la nobiltà e l'utilità dell'eloquenza, sottolineandone l'importanza civile e politica.
Nel De oratore, ad esempio, opera in tre libri sotto forma di dialogo completata attorno al 55 a.C., egli affronta il tema del rapporto tra filosofia e retorica, affermando, sulla scorta di Platone, che senza la filosofia la retorica è vuota, ma che d'altro canto la retorica non può essere screditata dai filosofi, poiché proprio l'eloquenza è il fondamento della società civile. Filosofia e retorica non sono opposte, ma semmai complementari, cosicché il buon retore deve essere filosofo: su questo solco si colloca anche la riflessione del Brutus, altra opera in forma di dialogo scritta attorno al 46 a.C., nella quale viene delineata la figura del perfectus orator, sintesi delle virtù rilevate nei principali retori e oratori del passato. Sempre negli stessi anni Cicerone compone l'Orator, epistola indirizzata a Bruto in cui riprende quanto detto in merito all'eloquenza nel De oratore, soffermandosi in particolare sul numerus (ritmo); infine, negli ultimi anni della sua attività compose i Topica e le Partitiones oratoriae, opere di carattere più tecnico che riprendono Aristotele (in particolare i Topici e la teoria dei loci).

### Quintiliano e la retorica latina di età imperiale
Con il passaggio dalla Repubblica all'Impero, la retorica perse la sua funzione politica e progressivamente diminuì di importanza, pur rimanendo materia di studio. Molte informazioni sulla pratica e l'insegnamento della retorica in questo periodo si devono all'opera di Seneca il Vecchio, padre del più noto filosofo precettore di Nerone. Con la concessione della cittadinanza romana da parte di Cesare ai maestri delle arti liberali (49 a.C.), le scuole di retorica crebbero di numero: qui i futuri retori dovevano esercitarsi nelle declamationes con tesi (θέσεις o quaestiones infinitae, cioè temi di carattere morale, politico, filosofico) e ipotesi (ὑποθέσεις o quaestiones finitae, specifiche situazioni giuridiche). Queste esercitazioni a loro volta si differenziavano in suasorie, nelle quali si immaginava di dover persuadere un personaggio storico o mitico, e controversiae, che si collocavano sul terreno giudiziario e prevedevano l'applicazione di un determinato principio legale.

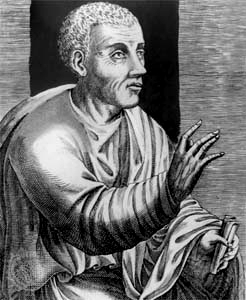
Quintiliano

Proprio nei primi anni dell'Impero (I secolo d.C.) vive e opera il già ricordato Marco Fabio Quintiliano, retore tra i più celebri e precettore dei nipoti dell'imperatore Domiziano. Quintiliano teorizzò nella sua Institutio il percorso formativo che doveva seguire un giovane per poter diventare un buon oratore ed essere quindi – secondo la formula di Catone il Censore - vir bonus dicendi peritus. Posto anch'egli di fronte alla spinosa questione del rapporto tra filosofia e retorica, Quintiliano piega verso l'eloquenza, l'unica in grado di formare cittadini onesti e moralmente saldi. Inoltre, seppur di primaria importanza, il trattato non si esaurisce nell'analisi degli aspetti pedagogici, ma sviluppa anche una serie di considerazioni sulla tecnica e la composizione: la classificazione dei generi del discorso, le cinque fasi della composizione (inventio, dispositio, elocutio, memoria, actio), le caratteristiche morali e culturali che deve avere un buon oratore (con esplicito riferimento a molti altri autori, da prendere a modello), il rapporto che il retore deve intrattenere con i politici.
Oltre a Quintiliano sono noti altri retori che ebbero una certa rilevanza in età imperiale, come Publio Rutilio Lupo (autore di un manuale di retorica, Schemata), Asinio Gallio, Larcio Licinio (che denigrò Cicerone nel suo Ciceromastix), Domizio Afro. Autori di orazioni furono anche Plinio il Giovane e Apuleio, e non si può dimenticare l'opera di Frontone, maestro dell'imperatore Marco Aurelio, vissuto nel II secolo. Nelle sue epistole egli spiega agli allievi l'importanza delle scelte lessicali, invitando all'uso di termini arcaici, in grado di esprimere appieno un concetto; non per questo, tuttavia, uno stesso discorso risulta efficace per qualsiasi uditorio, ma anzi sarà necessario variare il proprio stile in funzione del destinatario a cui ci si rivolge (per esempio plaude l'allievo imperatore che non usa termini aulici di fronte al popolo).

### L'Anonimo delSublime
Al I secolo d.C. appartiene un importantissimo trattato di retorica, noto con il titolo di Περί ὕψους, Sul Sublime. Nulla sappiamo del suo anonimo autore, indicato dalle fonti come «Dionisio oppure Longino» e talvolta identificato – a torto – con il sofista del III secolo Cassio Longino (per questo motivo l'autore è detto anche Pseudo-Longino). Il contenuto dell'opera si inquadra nel dibattito in corso in quegli anni sui tre stili retorici, sublime/umile/medio, soffermandosi in particolare sul primo dei tre, del quale l'Anonimo dice che «trascina gli ascoltatori non alla persuasione ma all'estasi», poiché, mentre ciò che è convincente o grazioso è facilmente alla portata di tutti, la grandiosità, di cui il sublime è espressione, sovrasta ogni ascoltatore con la sua invincibile forza. Cinque sono le fonti del sublime: la capacità di concepire grandi cose, una passione violenta e ispirata, una particolare costruzione delle figure, uno stile nobile, una disposizione solenne ed elevata delle parole. Le prime due sono innate, mentre le altre tre possono essere apprese con la tecnica e l'esercizio.
È opinione diffusa che l'Anonimo svolga le proprie posizioni a partire da un terreno platonico, poiché platonica è la tesi secondo cui l'essenza della poesia e dell'oratoria risiede nel pathos: invece di mirare all'utilità sociale, come volevano stoici e aristotelici, secondo l'Anonimo la retorica deve ricercare l'eccezionalità, raggiungibile grazie a passione e fantasia, abilmente disposte da un oratore dotato per natura di un grande animo. Tuttavia, non per questo le tesi del Sublime si riducono a una dottrina irrazionalistica, in cui tutto ruota attorno al sentimento; al contrario, il trattato presenta una minuta precettistica che riguarda i tropi e le altre regole da usare, con la riserva, però, che esse devono comunque passare in secondo piano rispetto alla passione, l'unica in grado di vincere la diffidenza e l'artificiosità che produrrebbe un discorso troppo vincolato al rispetto delle norme stilistiche.

### La Seconda sofistica
Nel II secolo la retorica antica giunge infine alla sua ultima fase, segnata dal movimento filosofico-letterario definito da Flavio Filostrato Seconda sofistica. Gli esponenti di questo movimento intendevano riportare in auge i fasti della Sofistica del V secolo a.C., di cui ripresero il nome; tuttavia, ai loro interessi furono estranei i temi politici ed etici di cui si erano occupati i loro illustri predecessori, preferendo piuttosto soffermarsi sullo studio e l'esercizio della retorica allo scopo di raggiungere il successo. Essi inoltre mantennero sempre stretti rapporti con il potere costituito, cercando (tranne rare eccezioni, come nel caso di Dione di Prusa) di ingraziarsi i favori di re e sovrani. Questa inclinazione si scorge anche nella produzione letteraria dell'epoca, tesa ad assecondare i gusti del pubblico colto a cui si rivolgeva, attraverso una prosa attentamente studiata, riducendo lo spazio dell'improvvisazione con il ricorso a un ampio repertorio di temi e discorsi già pronti. I generi letterari a cui si dedicavano erano svariati e mutevoli: si va dai trattati a opere di semplice intrattenimento, senza dimenticare dialoghi, novelle e opere satiriche. Infine, i neosofisti ereditarono l'ormai annosa diatriba tra asianesimo e atticismo, che proseguirono senza risultati.
Alla Seconda sofistica sono riconducibili autori del II secolo come Dione Crisostomo, Massimo di Tiro, Favorino, Erode Attico, Elio Aristide, Luciano di Samosata, Eliano, Flavio Filostrato ed Ermogene di Tarso; il sofista Cassio Longino (III secolo); scrittori del IV secolo come Imerio di Prusa, Libanio di Antiochia, Temistio di Paflagonia, Sinesio di Cirene; la scuola di Gaza del V secolo.

### Tarda antichità

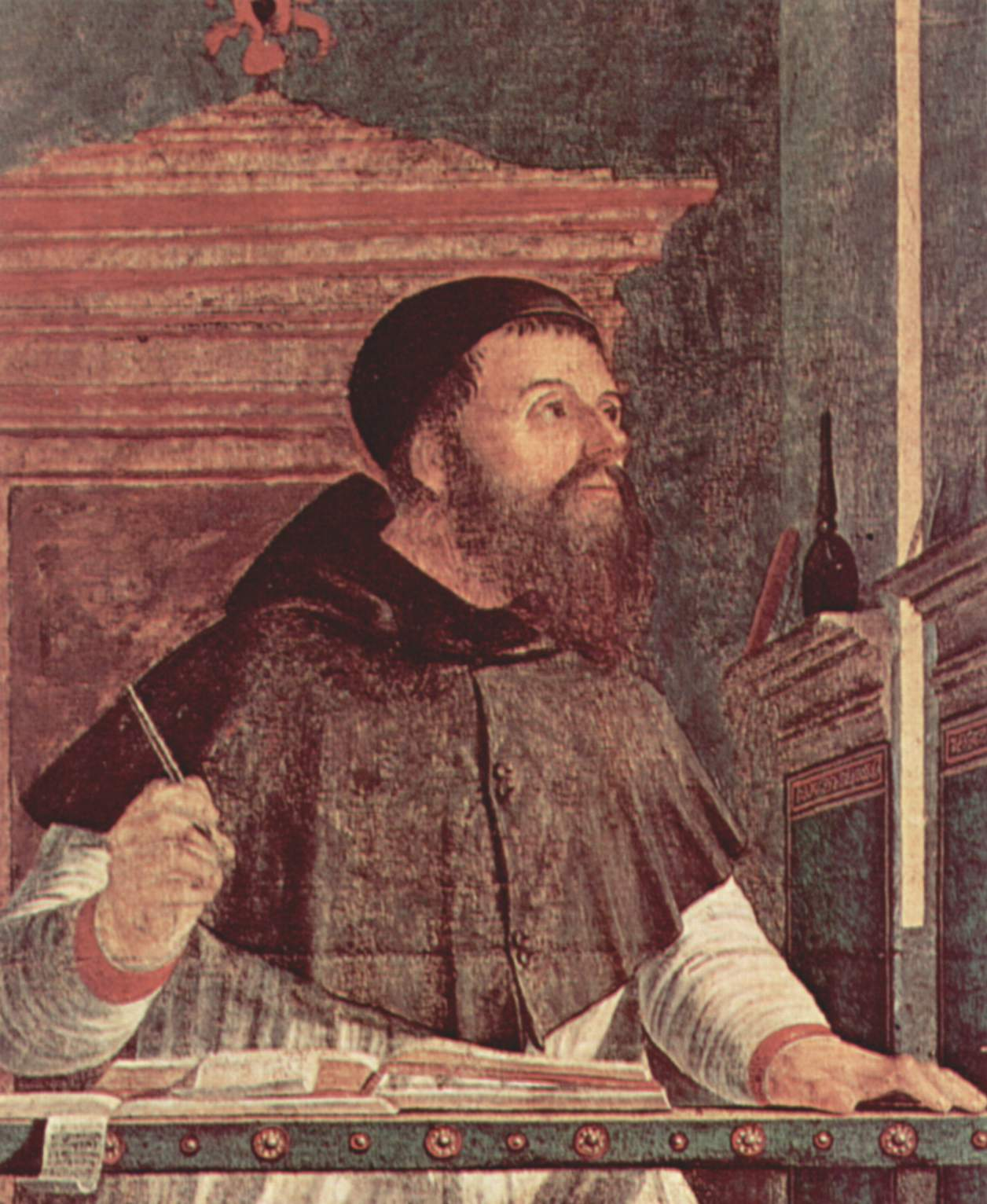
Agostino

Negli ultimi secoli dell'impero, la retorica sarebbe rifiorita soprattutto sotto forma di oratoria sacra, prima volta all'esegesi delle Sacre Scritture, e poi, con la patristica greca (San Basilio, San Gregorio Nazianzeno, San Gregorio di Nissa, San Giovanni Crisostomo) e latina (Sant'Ambrogio, Sant'Agostino), alla diffusione della dottrina cattolica.
Con la crisi dell'Impero, la retorica continuò a essere materia di insegnamento durante tutto il Tardoantico, e proprio in una scuola di retorica si formò il giovane Agostino d'Ippona. Gli studi umanistici e retorici a cui fu sottoposto per volere del padre (che sognava per il figlio una brillante carriera forense) furono per lui di estrema importanza quando, convertitosi, si avvicinò allo studio dei Testi Sacri. Dalla sua intensa attività ermeneutica, perseguita per anni con estremo scrupolo, nacque il De doctrina Christiana, opera in 4 volumi dei quali i primi tre sono dedicati all'esegesi biblica a partire dalla coppia concettuale res (contenuti) e signa (parole), mentre il quarto è dedicato alle norme da seguire per una corretta esposizione della Verità appresa. Proprio in quest'ultimo libro Agostino descrive quella che doveva essere la «retorica cristiana», posta al servizio della predicazione: in essa vengono riprese le norme della retorica classica, come la distinzione dei tre stili (sublime, umile, medio) e la necessità che il retore sia animato da rettitudine e sia – quindi – un buon cristiano.
D'altra parte va ricordato che anche prima di Agostino altri autori cristiani si erano rivolti alla retorica classica per le loro opere apologetiche, come Tertulliano, Minucio Felice e Lattanzio (quest'ultimo noto come “il Cicerone cristiano”); tuttavia, è con il De doctrina Christiana che il Cristianesimo acquisisce in toto la retorica pagana per applicarla allo studio della Bibbia, la quale con il suo stile semplice è vista come l'archetipo della retorica stessa. In questo modo, la retorica continuerà a sopravvivere anche nel Medioevo.

### Medioevo

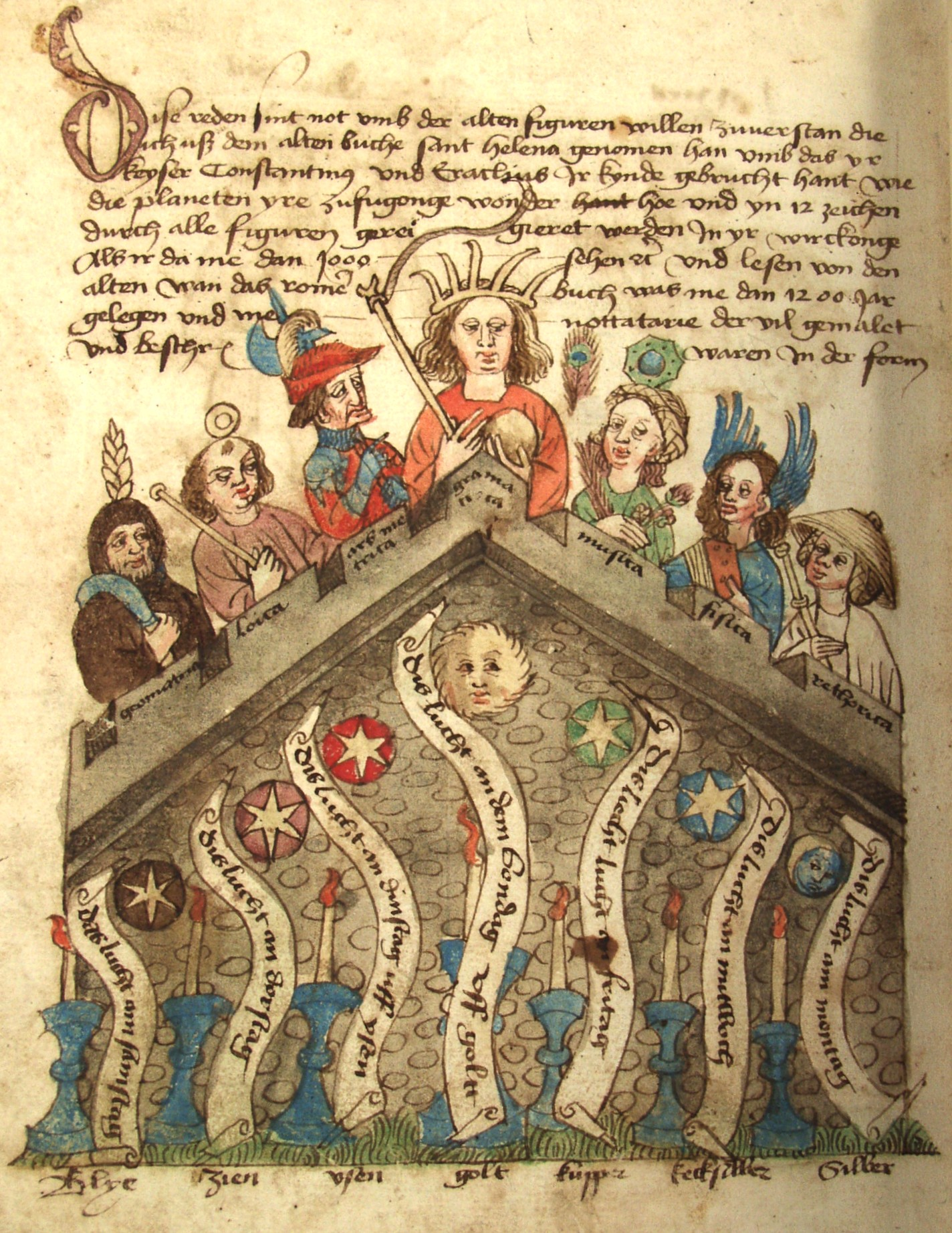
Le sette arti liberali in un manoscritto conservato all'università di Tubinga. Da sinistra a destra: Geometria, Logica, Aritmetica, Grammatica, Musica, Fisica, Retorica

Al V secolo risale il De nuptiis Philologiae et Mercurii di Marziano Capella, trattato in cui vengono presentate, sotto forma di personificazioni allegoriche, le sette arti liberali del Septennium. Nello specifico, le arti sono suddivise in due gruppi:
- Trivium, le arti che si occupano della parola:
  - Rhetorica,
  - Dialectica,
  - Grammatica,
- Quadrivium, le arti che si occupano della natura:
  - Musica,
  - Astronomia,
  - Arithmetica,
  - Geometria.

Il Septennium godette di grande fortuna nel Medioevo, e fu ulteriormente sviluppato nei secoli successivi da filosofi come Boezio, Cassiodoro, Prisciano e Isidoro di Siviglia. La retorica, in particolare, entrò di forza nella dinamica dell'insegnamento scolastico, sebbene la sua importanza fu presto offuscata dalle altre arti del Trivium, la grammatica prima e la dialettica (logica) poi. I metodi di insegnamento vigenti nelle scuole sono riconducibili a due tipi di esercizi:
1. Lectio, che prevedeva la lettura e la spiegazione di un testo fisso, solitamente preso dalle Sacre Scritture. Si componeva di due momenti:[78]
  1. Expositio (interpretazione del testo),
  2. Quaestiones (discussioni sulle parti del testo che ammettevano un pro e un contro),
2. Disputatio, sorta di “tenzone dialettica” sotto la supervisione del maestro. Quattro momenti:[79]
  1. Quaestio (problema posto dal maestro),
  2. Respondeo (proposta di soluzione),
  3. Sed contra (obiezione alla soluzione proposta),
  4. Determinatio magistralis (soluzione del maestro).

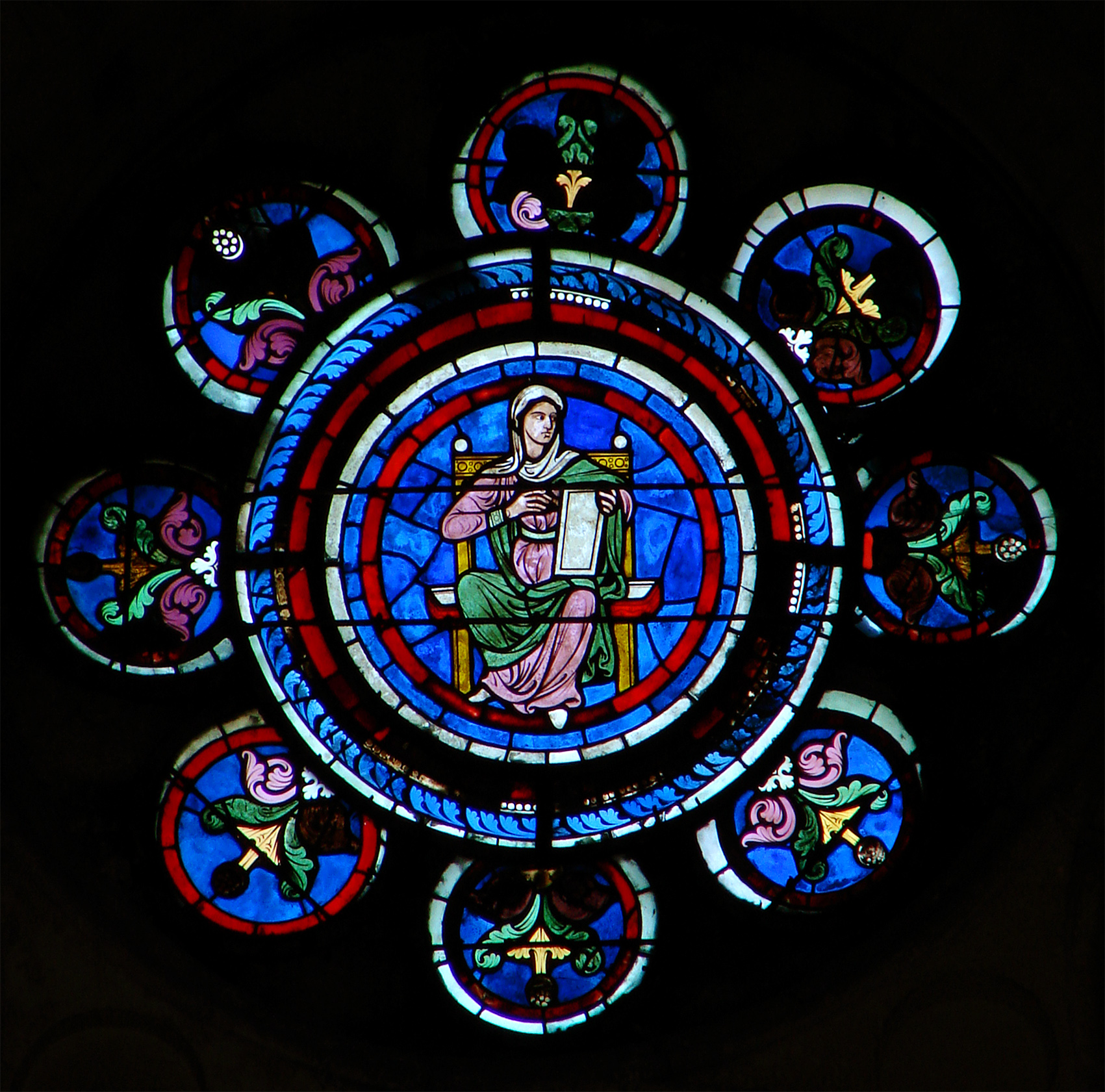
Personificazione della retorica in una vetrata della Cattedrale di Laon

L'esercizio della lectio fu in breve accantonato in favore della disputatio, metodo dal sapore agonistico sviluppatosi nell'università di Parigi, e cresciuto di importanza con lo studio della dialettica derivata dalla logica aristotelica: un celebre esempio di disputatio è rappresentato dallo scontro tra Abelardo e il maestro Guglielmo di Champeaux, ricordato da Abelardo stesso nella sua Historia calamitatum mearum.
La retorica dominò la scena culturale nei secoli compresi tra il V e il VII, per poi essere superata dalla grammatica (VII-X secolo) e dalla logica (X-XIII secolo). Il suo campo d'azione fu suddiviso in tre tipi di artes: le artes poeticae (preposte alla poesia e alla versificazione), le artes dictaminis (arte epistolare) e le artes predicandi o  sermocinandi (le arti oratorie in generale, che si occupano di sermoni e discorsi). Nel contempo ebbe il sopravvento la grammatica, che divenne “grammatica speculativa” e iniziò ad occuparsi delle exornationes (figure retoriche); anch'essa dovette però cedere alla forza della dialettica, che finì per inglobarla.
Anche la classificazione delle arti nel Trivium venne messa in discussione, e nel XII secolo il filosofo Giovanni di Salisbury proporrà una biforcazione la cui fortuna continua ancora oggi: da un lato la dialettica (Filosofia), che si occupa di oggetti astratti per mezzo di sillogismi, dall'altro la retorica (Lettere), che invece si occupa di argomenti reali e concreti.

### Umanesimo e Rinascimento
Con l'Umanesimo la retorica fu riscoperta come disciplina autonoma dalla filosofia, tanto da divenire nuovamente più importante della dialettica. Umanisti come Lorenzo Valla e Coluccio Salutati esaltarono la retorica in quanto mezzo per raggiungere la verità: se si nega che la verità si riduce a uno sterile insieme di dogmi, padroneggiare l'eloquenza risulta basilare per giungere alla conoscenza. Inoltre, va ricordato che nel 1416 Poggio Bracciolini rinvenne nel monastero di San Gallo (Svizzera) una copia integrale dell'Institutio oratoria di Quintiliano, il cui impatto sulla società dell'epoca fu notevole: negli intellettuali infatti si formò l'idea che l'educazione di un uomo doveva trovare compimento nello studio dell'eloquenza e delle lettere.
In questo periodo il maggior esponente dell'oratoria civile fu Enea Silvio Piccolomini, papa Pio II. Nell'oratoria sacra si distinsero Bernardino da Siena, per la loquela popolaresca, e Gerolamo Savonarola, per lo straordinario vigore.
Nel corso del Rinascimento, un'altra scoperta però scosse gli intellettuali, quella della Poetica di Aristotele. Scarsamente conosciuta nel Medioevo (se non in forma di compendi, per altro poco fedeli), la Poetica fu pubblicata per la prima volta, in traduzione latina, a Venezia nel 1498, e successivamente tradotta in italiano da un gruppo di eruditi nel 1550. Dall'Italia, le tesi della Poetica si propagarono in tutta Europa, e particolarmente in Francia: il breve trattato aristotelico venne letto come «codice della creazione letteraria», cioè come un insieme di norme e leggi teoriche da rispettare nell'esercizio della bella scrittura.
Proprio in Francia visse e operò in quegli anni il filosofo anti-aristotelico Pierre de la Ramée (noto anche come Petrus Ramus o Pietro Ramo), il quale teorizzò una nuova suddivisione delle artes logicae in Dialectica e Rhetorica: alla prima competono l'inventio e la dispositio, mentre alla retorica elocutio e pronunciatio (o actio). Ramus riduce così la retorica a semplice teoria dell'elocuzione, trasformandola in una scienza delle norme della scrittura il cui principale interesse sono le figure retoriche: essa entra tra le discipline oggetto d'insegnamento sotto forma di scienza dell'analisi del testo, volta a studiarne gli ornamenti.

### Il Barocco

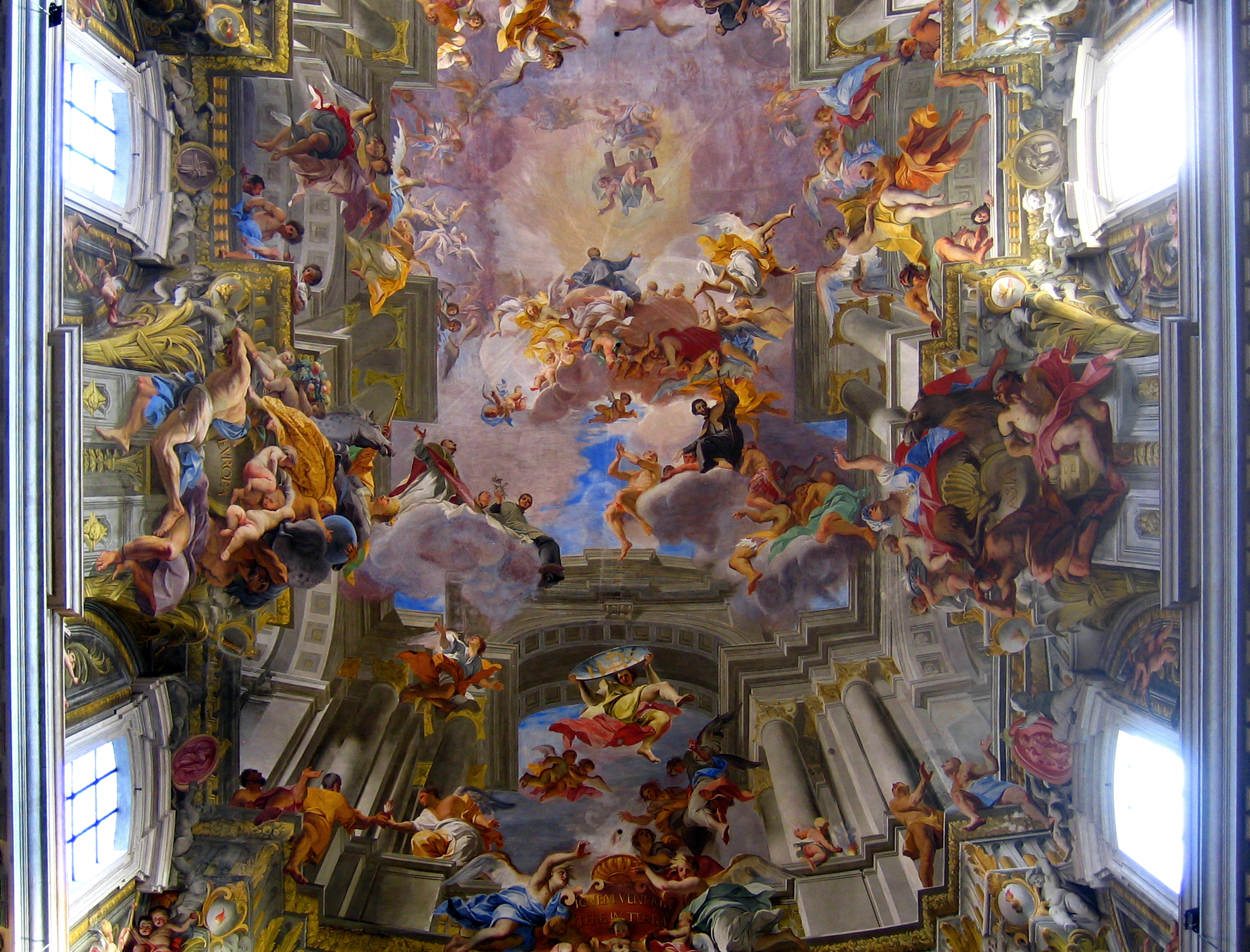
Andrea Pozzo, Gloria di Sant'Ignazio

Nel XVI secolo la retorica si ridusse a disciplina scolastica, concentrandosi sull'elocutio (la forma dell'espressione) e la classificazione delle figure del discorso. In questi anni ad assumere l'onere di insegnarla sono membri della neonata Compagnia di Gesù, fondata da Ignazio di Loyola nel 1540: la Ratio Studiorum, composta da alcuni gesuiti e pubblicata nel 1586, stabilisce infatti che l'educazione dei giovani deve fondarsi essenzialmente sullo studio della retorica latina e della cultura umanistica in generale.
Il Barocco (e in seguito anche il Neoclassicismo) rappresentò un periodo particolarmente prolifico per la stesura di trattati di retorica. L'intento era volto soprattutto ad una classificazione minuta degli elementi del discorso e in particolare delle figure retoriche. Tra i vari trattati pubblicati nel corso del XVI secolo ricordiamo: Grand et Vrai art de Pleine Rhétorique di Pierre Fabri (1521-1544), il trattato Della Retorica di Francesco Patrizi (1542), Rhétorique française di Antoine Fouquelin (1555). Nei secoli successivi abbiamo Agudeza y arte de ingenio di Baltasar Gracián (1642), L'Art de Parler di Bernard Lamy (1675), il Traité des Tropes di César Chesneau Du Marsais (1730),  la Philosophy of Rhetoric di George Campbell (1776) e le Lectures on Rhetoric and Belles Lettres di Hugh Blair (1783)

### L'oratoria politica
Lo sviluppo dei parlamenti nel XVII secolo vide la nascita di famosi oratori politici: la capacità di padroneggiare le parole in modo efficace divenne uno degli strumenti principi dei politici, e spesso fece la differenza nelle loro posizioni sociali. L'oratoria parlamentare moderna fu inaugurata dalla Rivoluzione francese, con i celebri discorsi di Robespierre, Danton, etc.; sarebbe sfociata nell'eloquenza tribunizia dei pubblici comizi, ma anche in una apposita disciplina del modo di comunicare nelle assemblee rappresentative.
Nella prima metà del XX secolo, l'oratoria diventò meno magniloquente e più colloquiale, come ad esempio i fireside chats, le "chiacchiere del focolare" del presidente statunitense Franklin D. Roosevelt.

### Perelman e la Neoretorica

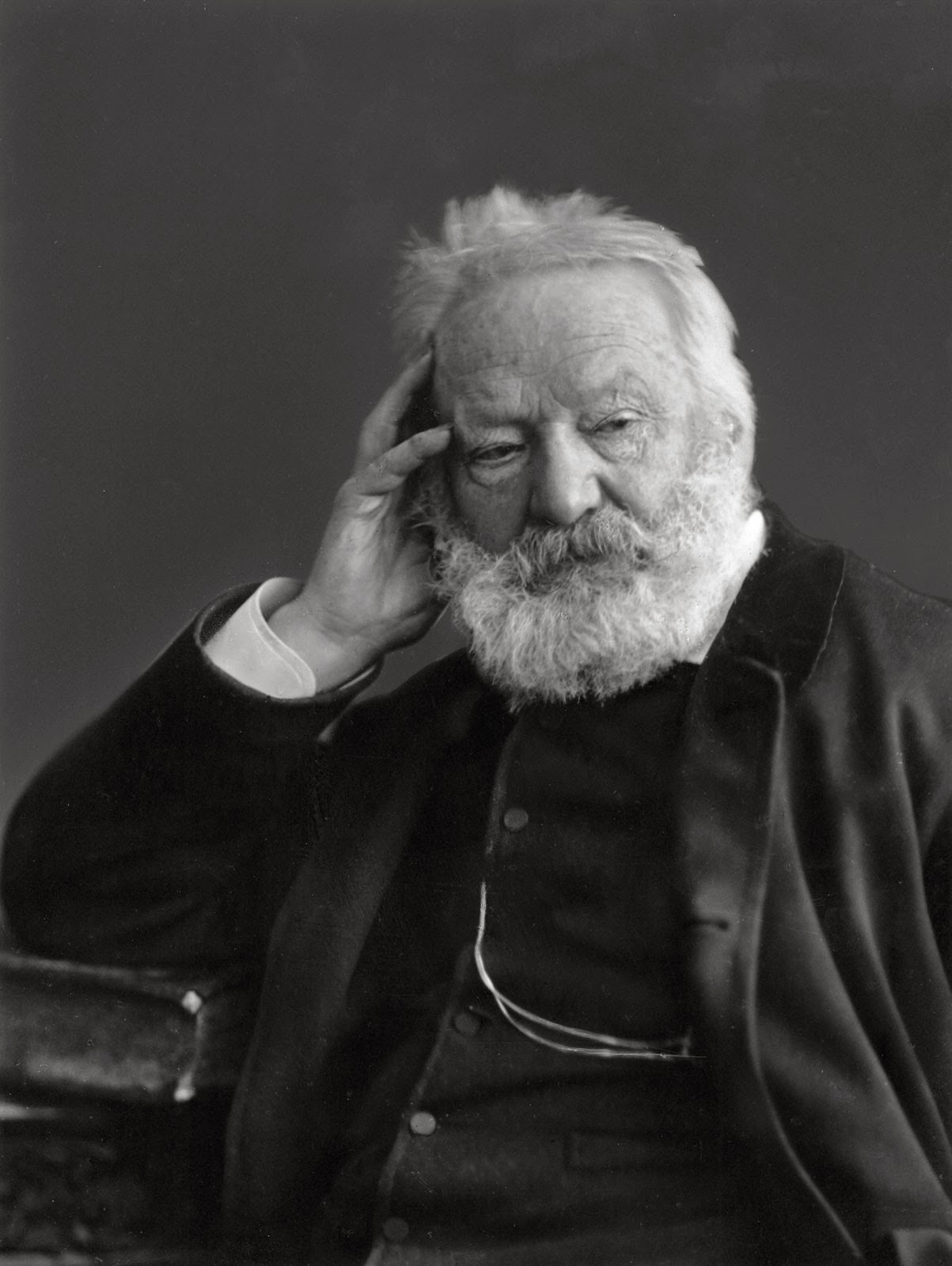
Victor Hugo

Gli ultimi trattati di un certo interesse sono precedenti al 1830: Elements of Rhetoric di Richard Whately (1828) e Les Figures du Discours di Pierre Fontanier (1827-30). Negli stessi anni Schopenhauer stende una serie di appunti sull'eristica, confluiti in parte nei Parerga e paralipomena e pubblicati postumi. Dal Romanticismo in poi l'importanza della retorica si è progressivamente ridotta: a pesare è in particolare l'atto di accusa mosso da Victor Hugo e da altri in nome di un ritorno all'oggettività e all'originalità, riassumibile nella massima «Guerra alla retorica, pace alla sintassi». Questi intellettuali guardavano alla retorica come arte dell'artificio, orientata alla soggettività del pubblico da persuadere, nemica, quindi, dell'originalità, della naturalezza e dell'oggettività che devono invece essere proprie dell'Arte e delle sue produzioni. Simili posizioni saranno condivise da molti intellettuali negli anni a venire, tra cui, ad esempio, Francesco De Sanctis e Benedetto Croce. La retorica, non più materia di studio, sopravvisse comunque all'interno della stilistica e della poetica.
Nel corso degli anni '50 del XX secolo la retorica è però tornata al centro di una serie molto vasta e corposa di approfondimenti, soprattutto nelle vesti di teoria dell'argomentazione, grazie ai lavori di Theodor Viehweg, autore di Topik und Jurisprudenz del 1953, e soprattutto di Chaim Perelman e Lucie Olbrechts-Tyteca con il loro Traité de l'argumentation. La nouvelle rhétorique del 1958. Da questi nuovi orientamenti si svilupparono varie teorie che, partendo dagli assunti della retorica classica, la innovarono, studiandola alla luce di tematiche legate alla sensibilità moderna, come la semiotica, la psicoanalisi, ma anche la musica e la pubblicità: per tutti questi studi si parla generalmente di Neoretorica.
Il rinato interesse nei confronti della retorica è dovuto anzitutto alla riscoperta di questa disciplina come arte del discorso persuasivo: mentre nei secoli precedenti, da Ramus in avanti, il suo campo si era ridotto alla sola elocutio, con Perelman essa torna ad essere ciò che era per Aristotele, ovvero la scienza che si occupa di trovare gli argomenti più convincenti. A partire da Cartesio, i filosofi hanno ritenuto che il dominio della ragione dovesse limitarsi a tutto ciò che può essere verificato, escludendo quindi il verosimile, perché né vero né falso; Perelman, con i suoi studi, rigetta questa posizione, affermando al contrario che la retorica risponde alle caratteristiche reali della mente umana, la quale procede formulando giudizi sulla base di premesse non vere ma verosimili. Da qui, l'interesse dello studioso per l'uditorio, ovvero chi fruisce il discorso, a partire dal quale vengono stabiliti i criteri di giudizio e studiati gli argomenti. Su questa stessa linea si colloca il filosofo italiano Giulio Preti, che nel saggio Retorica e logica separa il campo della retorica da quello della logica, identificandoli rispettivamente con le scienze umanistiche e le scienze esatte.

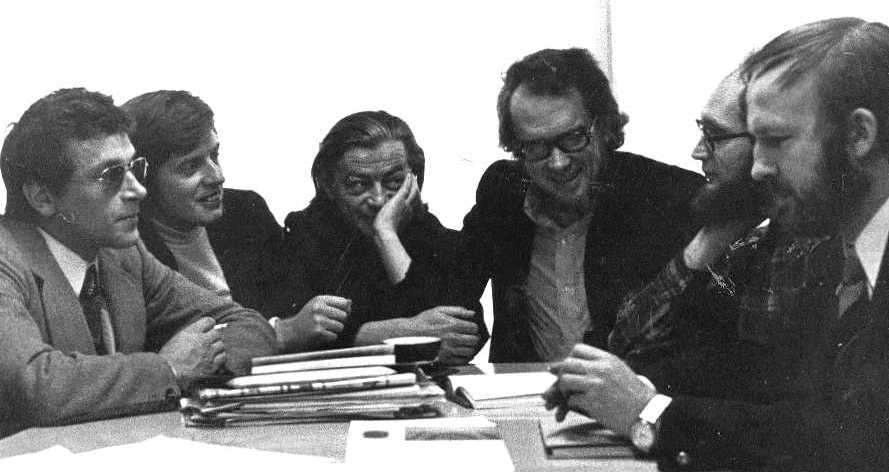
I membri del Gruppo μ

Decisamente rivolta alla teoria letteraria è invece la retorica generale dei sei studiosi dell'Università di Liegi, Jacques Dubois, Francis Edeline, Jean Marie Klinkenberg, Philippe Minguet, Francois Pire, Hadeline Trinon, i quali negli anni '60 diedero vita al Gruppo di Liegi, meglio noto come Gruppo μ (dall'iniziale della parola greca μεταφορά, metaphorá). Rifacendosi alle ricerche linguistiche di Roman Jakobson, e in particolare al modello della teoria dell'informazione, gli esponenti del Gruppo μ studiarono le varie figure del discorso con particolare attenzione non solo al loro utilizzo in poesia e letteratura, ma anche a come vengono usate nel quotidiano: la retorica diventa scienza del discorso in senso ampio e analizza come le figure, alterando le strutture del linguaggio generando “scarti”, integrano il codice della lingua superandone le limitazioni e le carenze.
Con un velo di polemica verso questa retorica generale, Gérard Genette parla al contrario di retorica ristretta: il campo della retorica è stato ridotto nel corso dei secoli a quello dell'elocutio e delle figure, trasformandosi da scienza del discorso a teoria delle figure o teoria della metafora (quest'ultima è infatti sopravvissuta al naufragio della retorica, trovando fortuna nella poetica). Da qui l'auspicio di un ritorno ad una retorica che sia davvero generale, con il conseguente sviluppo di una serie di studi, molto differenti tra di loro, che hanno analizzato la retorica sotto vari aspetti. Intellettuali come Roland Barthes, Umberto Eco, Christian Metz, ad esempio, hanno studiato la retorica in riferimento alla semiotica e alla teoria dell'immagine, applicandola a campi come il cinema e la pubblicità; inoltre, la retorica ha destato interesse anche per la psicoanalisi, come strumento per interpretare i simboli dell'inconscio.

## Il sistema della retorica classica

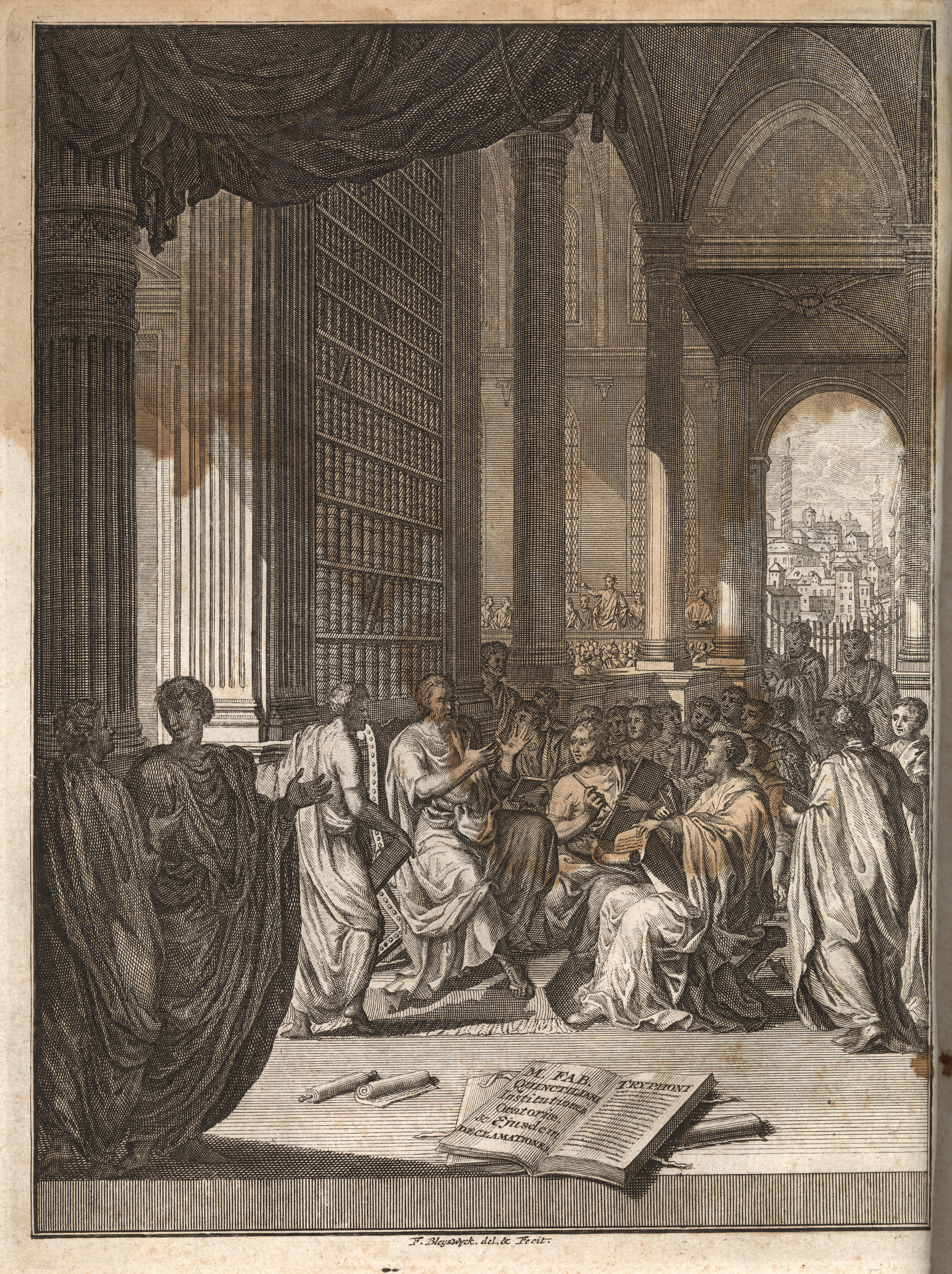
Frontespizio di un'edizione del 1720 della Institutio oratoria

Sin dal suo sorgere, la retorica ha avuto come scopo quello di classificare i vari elementi che costituiscono l'arte della persuasione, organizzandoli in un sistema. La prima e più importante opera in cui viene portato avanti questo progetto è la Retorica di Aristotele, che influenzò tutti i retori delle epoche successive, fino al XIX secolo. In epoca romana il sistema aristotelico fu ripreso da Cicerone e Quintiliano, i quali lo svilupparono ulteriormente senza però modificarlo nella sostanza.
La Rhetorica ad Herennium, il più antico trattato di retorica latino, riprendendo e ampliando le dottrine di Aristotele e Crisippo, distingue cinque fasi nella stesura di un'orazione, coincidenti con altrettante parti di cui si compone il sistema della retorica:
- inventio (in greco εὕρησις, ricerca), ricercare le idee e gli argomenti per svolgere la tesi prefissata, rifacendosi a tópoi codificati;
- dispositio (in greco τάξις, disposizione), organizzare argomenti ed ornamenti nel discorso;
- elocutio (in greco λέξις, linguaggio), l'«espressione stilistica delle idee», con la scelta di un lessico appropriato e di artifici retorici;
- memoria (in greco μνήμη, memoria), come memorizzare il discorso e ricordare le posizioni avversarie per controbatterle;
- actio o pronunciatio (in greco ὑπόκρισις, recitazione), declamazione del discorso modulando la voce e ricorrendo alla gestualità.

### L'invenzione: la scoperta degli elementi persuasivi

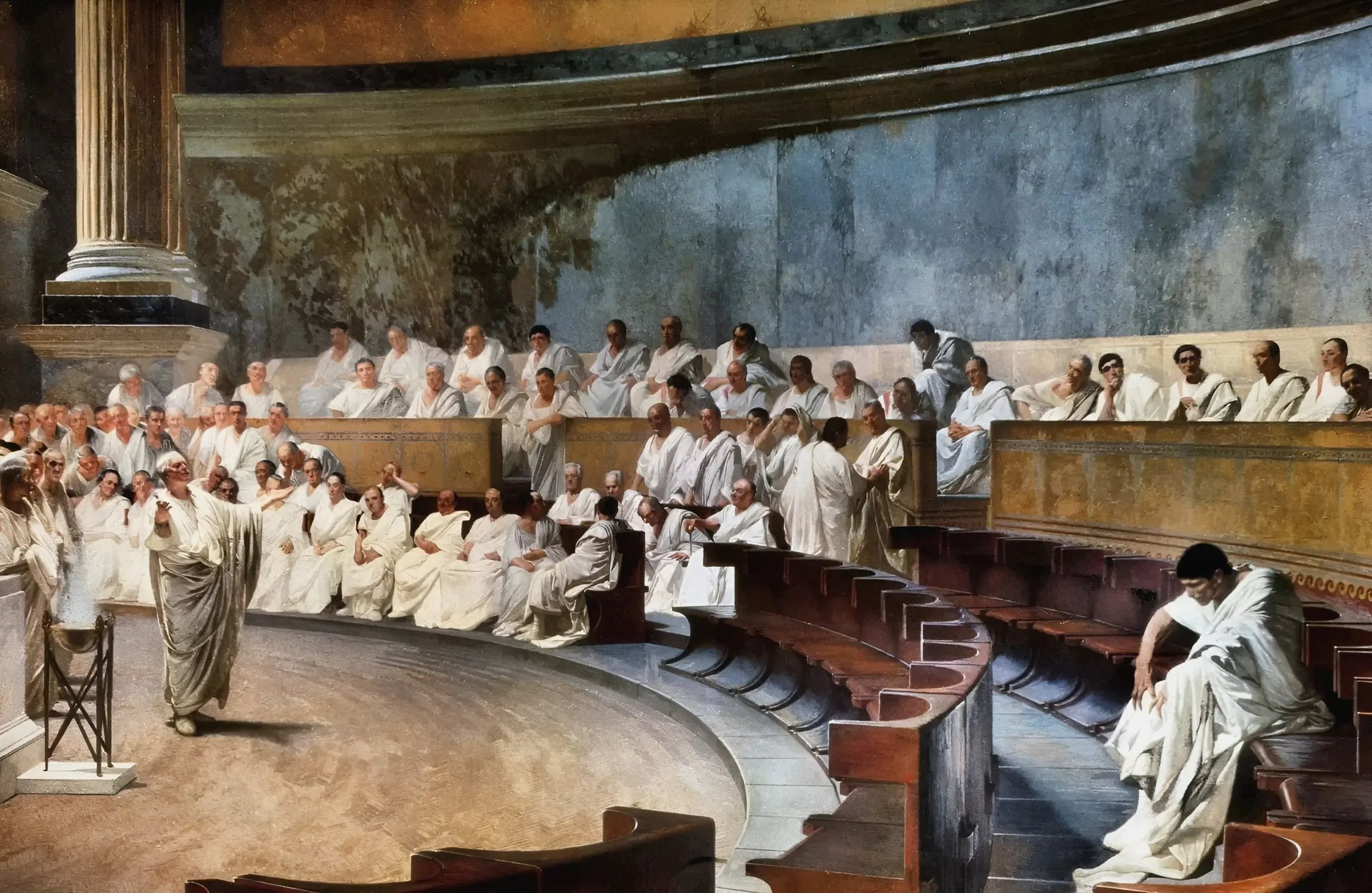
Cicerone denuncia la congiura di Catilina in Senato (affresco di Cesare Maccari a Palazzo Madama)

La parola latina inventio, corrispondente al greco εὕρησις (héuresis), significa «ricerca», «scoperta»: il primo passo che deve compiere un retore consiste nello scoprire (e non nell'inventare) i possibili mezzi di persuasione che gli saranno utili al fine di far accettare le sue tesi. La parte relativa all'inventio si occupa dunque di classificare i diversi argomenti (veri o verosimili) stabilendo quale preferire a seconda del caso; vengono anche studiati i diversi generi di discorso, a partire dall'oggetto di cui si occupano e la situazione in cui devono essere pronunciati.

#### Funzioni e princìpi del discorso persuasivo
Anzitutto, uno sguardo preliminare alle funzioni che deve assolvere un discorso, che vengono così indicate da Cicerone nell'Orator:
- docere et probare, ovvero informare e convincere;
- delectare, catturare l'attenzione con un discorso vivace e non noioso;
- movere, commuovere il pubblico per far sì che aderisca alla tesi dell'oratore.

Inoltre, Reboul riassume in tre princìpi fondamentali le regole che devono essere seguite dal retore per essere persuasivo:
- Principio di non parafrasi. Anzitutto, un discorso efficace non deve essere parafrasabile, cioè non si deve poter sostituire i suoi enunciati portanti con altri enunciati senza che vi sia una perdita di informazioni, o comunque un'alterazione del senso. Questo principio, osserva Reboul, diventa più chiaro se si prendono in esame i tropi e le figure, le quali perdono di significato se tradotte in un'altra lingua o se si tenta di cambiarne le parole.[95]
- Principio di chiusura. All'impossibilità di essere parafrasato si accompagna l'irrefutabilità del discorso. In altre parole, per un avversario deve essere impossibile – o quasi – ribattere a quanto detto dall'oratore, a meno che anch'egli non trovi un argomento che si colloca sul medesimo livello. Un esempio sono le formule, come gli slogan pubblicitari, la cui forza risiede nell'impossibilità di replicarvi, se non appunto ricorrendo a un altro slogan.[96]
- Principio di trasferimento. Infine, il discorso persuasivo, per essere tale, deve avere come punto di partenza una convinzione accettata dall'uditorio e trasferita sull'oggetto del proprio discorso. Un'opinione radicata nelle menti di molte persone, infatti, benché relativa apparirà comunque vera agli occhi dei più, e la sua forza aumenterà con l'aumentare degli elementi affettivi e intellettuali a suo favore. In questo modo anche i desideri diventano in qualche misura reali, e il retore deve essere in grado di sfruttare questa ambiguità per persuadere chi gli sta di fronte.[97]

#### I generi del discorso
La retorica classica distingue (secondo Aristotele) tre generi di discorso in base al loro oggetto (causa):
- Genere giudiziario (γένος δικανικόν, genus judiciale),[29] il primo a essere nato, si usa nei tribunali durante i processi e il suo fine è accusare o difendere secondo il criterio del giusto.
- Genere deliberativo (γένος συμβουλευτικόν, genus deliberativum),[29] il genere che si usa quando si deve parlare davanti a un'assemblea politica, quando cioè si deve consigliare i membri della comunità secondo il criterio dell'utile.
- Genere epidittico (γένος ἐπιδεικτικόν, genus demonstrativum), il genere inventato, secondo Aristotele, da Gorgia, viene usato quando si deve tenere un elogio di qualcuno o comunque si deve parlare davanti a un pubblico.

#### Argomentazione e persuasione
Per «argomento» si intende una proposizione atta a farne ammettere un'altra, e quindi a indurre qualcuno ad accettare la bontà di ciò che si sta dicendo. Argomentazione e persuasione (peithó) sono dunque collegate, ma detto ciò bisogna precisare che il rapporto non è esclusivo, poiché si può ottenere la persuasione anche da una dimostrazione o da un atto di seduzione. Vediamone le differenze. La dimostrazione, il cui modello sono le scienze esatte, ha la caratteristica di essere rigorosa e oggettiva, e quindi di mirare a conclusioni che siano inattaccabili. Decisamente irrazionale è invece la seduzione, che mira semplicemente ad influenzare e manipolare gli altri facendo ricorso a sentimenti e sensazioni. Tra queste due si colloca l'argomentazione, oggetto della retorica, la quale mira sì a persuadere facendo leva sulle passioni, ma cerca di farlo in maniera rigorosa, attraverso un'arte. Ciò che differenzia l'argomentazione dalla dimostrazione è il carattere non necessario degli argomenti che vengono portati a supporto della tesi: il retore infatti si rivolge sempre a delle persone specifiche, delle quali prende in considerazione le opinioni e le sensazioni, e il punto di partenza del suo discorso sono premesse non evidenti ma verosimili (eikota) che portano a conclusioni relative e confutabili. Inoltre, nell'argomentazione il nesso logico tra gli elementi che la compongono non è rigoroso, e la sua validità è valutata in base all'efficacia.
Mentre lo scienziato, dunque, sostiene la propria teoria ricorrendo a dati oggettivi presentanti per mezzo di un linguaggio simbolico, il retore cerca di persuadere gli altri attraverso le parole e il linguaggio naturale, trovando e ordinando i possibili elementi di persuasione. A questo scopo, il retore deve tener presenti non solo gli aspetti razionali, ma anche quelli emotivi ed etici. Oltre al discorso (logos) in sé e per sé, che persuade attraverso prove vere o apparentemente tali, a ricoprire un ruolo importante è il carattere (ethos) dell'oratore, che deve saper dimostrare di essere attendibile e di conoscere a fondo l'oggetto di cui sta trattando, così da accattivarsi la fiducia del pubblico; inoltre, è importante saper suscitare emozioni (πάθη, pathos) di piacere o dolore negli ascoltatori, poiché i sentimenti influenzano inevitabilmente la capacità di giudizio del pubblico.

#### Prove tecniche e extra tecniche
Le prove da portare a favore della tesi vengono suddivise da Aristotele in tecniche (o prove nella tecnica) e extra tecniche (o prove fuori-tecnica). Le prove extra tecniche (πίστεις ἄτεχνοι) sono quelle che non dipendono direttamente dal retore, ma sono comunque a sua disposizione, come le confessioni degli imputati, i testi scritti, le leggi, le sentenze precedenti, le testimonianze e via dicendo. Le prove tecniche (πίστεις ἔντεχνοι), al contrario, sono quelle fornite al retore dall'esercizio della sua arte. Queste ultime possono essere di due specie:
- esempio o exemplum (παράδειγμα), ovvero l'induzione retorica. L'esempio consiste nel ricorrere ad un fatto particolare, reale o inventato (ma sempre verosimile), che abbia affinità con l'oggetto dell'orazione, per poi generalizzarlo tramite induzione e giungere infine a conclusioni la cui validità è solo particolare. A questo tipo di prove sono ricollegabili l'argomento d'autorità, il modello, il precedente giuridico;[101]
- entimema (ἐνθυμήμα), ovvero la deduzione retorica. Si tratta di un sillogismo basato su premesse non vere ma verosimili (il verosimile ammette dei contrari), spesso riprese da opinioni diffuse (in certi casi la premessa maggiore può anche essere taciuta). Le premesse a loro volta possono essere di tre tipi:[102]
  - gli indizi sicuri (τεκμήρια), che possono essere verificati dai nostri sensi e sono quindi necessariamente veri e incontrovertibili (in questo caso l'entimema può coincidere con un sillogismo);
  - i fatti verosimili (εἰκότα), che vengono accettati dalla maggior parte delle persone perché stabiliti da una legge o dalla morale comune;
  - i segni (σημεῖα), una cosa che può indurre a farne intendere un'altra: per esempio la presenza del sangue può richiamare alla mente un omicidio, anche se l'associazione non è necessaria (il sangue può essere stato versato per una semplice epistassi).

#### I luoghi (topoi)
Con il termine «luogo» (in greco τόπος, tópos, in latino locus) in retorica si intende un argomento ricorrente, organizzato in forme convenzionali e stereotipate a uso e consumo del retore. Il topos, nella sua convenzionalità, è infatti immediatamente riconoscibile da parte dell'uditore, e permette al retore di disporre di un elemento di sicuro effetto da utilizzare nelle orazioni. La teoria dei topoi, detta appunto topica, si deve quasi integralmente ad Aristotele, che ne trattò nei Topici e poi nel Libro II della Retorica come forma di argomentazione dialettica. Generalmente, se ne distinguono due tipi: comuni e propri.
I luoghi comuni (τόποι κοινόι) partono da punti di vista generali, opinioni accettate dalla maggior parte degli individui, che appunto in quanto generali valgono per quasi tutti gli argomenti. Aristotele ne classifica 3 tipi: possibile/impossibile, reale/non reale, più/meno. I luoghi propri (εἶδος), invece, sono specifici e variano a seconda del pubblico, della disciplina e del tipo di discorso. Si tratta di proposizioni particolari, legati alla pratica di ciascuna determinata disciplina, la cui validità viene però riconosciuta da tutti.

### La disposizione: la struttura del discorso

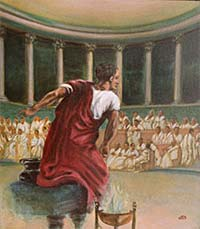
Cicerone pronuncia un'orazione in Senato

La seconda parte del sistema della retorica riguarda la dispositio (in greco τάξις, taxis, oppure οἰκονομία, oikonomía), cioè l'organizzazione del discorso: le parti di cui si compone il discorso, l'ordine in cui presentare i contenuti e le idee, l'ordine delle parole per presentare gli argomenti.
Con particolare attenzione alla retorica giudiziaria, la retorica classica ha formulato uno schema per strutturare i discorsi, il quale può essere seguito rigorosamente o meno. L'orazione prevede quattro parti, nell'ordine:
1. exordium, esordio, tentativo di accattivarsi l'uditorio delectando e movendo con ornamenti;
2. narratio, esposizione, esposizione dei fatti, per docere l'uditorio, in ordine cronologico o con una introduzione ad effetto in medias res;
3. argumentatio, argomentazione, dimostrazione delle prove a sostegno della tesi (confirmatio) e confutazione degli argomenti avversari (refutatio);
4. peroratio, epilogo, la conclusione del discorso, muovendo al massimo gli affetti dell'uditorio e sviluppando pathos.

#### Esordio
L'esordio (προoίμιον, exordium) è la parte che apre l'orazione, in cui viene esposto, sempre che non sia già noto, l'oggetto di cui ci si intende occupare (πρότασις). Il suo scopo è quello di accattivarsi i favori del pubblico (captatio benevolentiae) e annunciare le ripartizioni che si stanno per adottare nello svolgimento dell'orazione (partitio). Se la situazione lo permette, è possibile chiedere esplicitamente all'uditorio di essere benevoli, altrimenti si deve ricorrere all'insinuatio, entrare nell'animo degli ascoltatori per via sotterranea, evitando di parlare dei propri punti deboli per mostrare invece quelli degli avversari. Inoltre, è importante rendere subito nota la struttura dell'orazione e l'ordine degli argomenti, così da rendere il pubblico partecipe dei termini del discorso ed evitare che sembri troppo lungo.
Per accattivare e rendere più partecipi le giurie - nel caso dell'orazione giudiziaria greca, in particolare - all'interno del προoίμιον venivano inserite talvolta espressioni o periodi che sottolineavano la presa di coscienza da parte dell'oratore della difficoltà dell'argomento trattato o della sentenza da emettere (ad es. "mi rendo conto di quanto sia difficile per voi, o Ateniesi, giudicare...").
Si tenga presente che, nel caso si intenda trattare l'argomento in medias res, l'esordio e l'epilogo possono essere evitati.

#### Esposizione
L'esposizione (διήγησις o anche ῥῆσις, narratio) è il resoconto succinto, chiaro e verosimile dei fatti che vengono affrontati, così che sia funzionale all'argomentazione. Due sono i generi di disposizione dei contenuti: l'ordo naturalis, che segue lo svolgimento logico e cronologico degli eventi, e l'ordo artificialis, orientato più alla resa estetica tramite l'uso di figure retoriche, digressioni e altri procedimenti stilistici. Quest'ultimo è anche più intellettuale, poiché rompe la linearità del tempo per assecondare le esigenze della situazione e dell'argomento.
Nell'esposizione dei fatti è inoltre necessario perseguire quello che è il «giusto mezzo», non essere cioè troppo prolissi ma nemmeno tanto brevi da tralasciare qualcosa di importante. Bisogna poi ricordare che è essenziale la verosimiglianza dei fatti, i quali devono essere attendibili e devono essere disposti in maniera tale da assolvere alle tre funzioni della retorica: docere, movere e delectare.

#### Argomentazione
Cuore del discorso persuasivo è l'argomentazione (πίστις o ἀπόδειξις, argumentatio), il resoconto delle prove a sostegno della tesi, che può prevedere anche un affondo contro le tesi avversarie. La sua struttura interna si compone di due parti: propositio e confirmatio, a cui può seguire una terza, l'altercatio. La propositio è una definizione ristretta della causa (o delle cause) da dibattere, subito seguita dalla confirmatio, l'elenco delle ragioni a favore, nell'ordine: dapprima quelle più forti, in seguito le più deboli e infine le più forti in assoluto. Talvolta, specie durante un processo, la confirmatio può essere interrotta dall'intervento di un avversario, come ad esempio un avvocato di parte opposta: in questo caso si parla di altercatio, un dialogo serrato tra il retore e il suo avversario.

#### Epilogo (perorazione)
L'epilogo (ἐπίλογος, peroratio) è la parte conclusiva dell'orazione, e si muove su due livelli: riprende e riassume le cose dette (enumeratio e rerum repetitio), tocca le corde dei sentimenti (ratio posita in affectibus). Da un lato, il retore deve concludere dando un'idea d'insieme di quanto è stato detto e sostenuto, richiamando alla memoria i punti fondamentali; dall'altro, ha luogo la perorazione vera e propria, che fa leva sui sentimenti dell'uditorio ricorrendo a dei loci prestabiliti (in genere atti a creare indignazione o commiserazione).

### L'elocuzione: lo stile

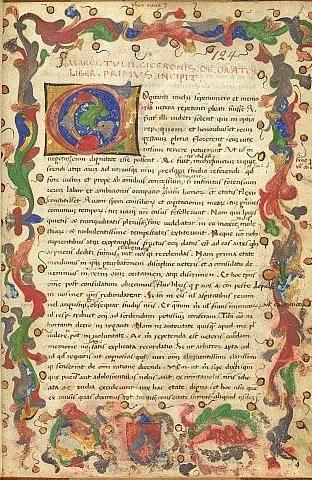
Miniatura quattrocentesca del De oratore

L'elocuzione (elocutio in latino, λέξις, lexis in greco) è la parte che riguarda l'espressione, la forma da dare alle idee. L'elocutio si occupa dello stile da scegliere affinché il discorso risulti efficace, studiando quindi la parte estetica dell'espressione, la scelta (electio) e l'ordine (compositio) da dare alle parole. Sotto questo aspetto la retorica invade il campo della poetica, riprendendone gli elementi di ornamento, tra cui le più importanti sono le figure (vedi oltre).

#### La composizione
La parte centrale dell'elocutio è rappresentata dalla cosiddetta compositio, operazione che consiste nella scelta e combinazione dei termini. Affinché il discorso possa risultare efficace, è necessario tenere conto nella fase di composizione di quattro qualità o requisiti fondamentali, meglio noti come virtutes elocutionis:
- l'aptum (in greco πρέπον, prépon), l'adeguatezza del discorso al contesto in cui deve essere pronunciato;
- la puritas (o latinitas), la correttezza sintattica e grammaticale;
- la perspicuitas, la chiarezza, necessaria affinché il discorso sia comprensibile;
- l'ornatus, gli ornamenti e tutti gli altri mezzi atti a rendere il discorso più bello e quindi più gradevole.

Tutte queste caratteristiche devono essere presenti, applicate o a singole parole o a intere frasi. Talvolta il mancato rispetto di una delle virtutes può essere giustificato da determinate esigenze espressive, e in questo caso si parla di licenza (licentia); in caso contrario, la mancanza viene sanzionata come errore (vitium).

#### Gli stili
L'espressione varia a seconda degli argomenti e della situazione in cui il discorso deve essere pronunciato. Per questo motivo, la retorica classica distingue tre stili (genera elocutionis):
- nobile o sublime (genus sublime o grave),
- umile (genus humile o tenue),
- medio o moderato (genus medium).

Il sublime è lo stile nobile, elevato, e viene utilizzato per trattare di argomenti seri facendo leva sui sentimenti (movere), suscitando forti passioni; l'umile ha lo scopo di docere et probare, mentre lo stile medio, misto dei due precedenti, deve delectare attraverso un atteggiamento moderato che tenga conto dell'ethos.

### La memoria
La mnemotecnica, la scienza che mira a sviluppare la memoria attraverso una serie di regole, è molto antica: tra gli intellettuali che si interessarono di questa disciplina ricordiamo il sofista Ippia di Elide e i filosofi Raimondo Lullo, Pico della Mirandola e Giordano Bruno. Nel corso del Seicento la mnemotecnica classica finì per essere assimilata alla ars combinandi, teoria della combinazione degli elementi associata al calcolo matematico.

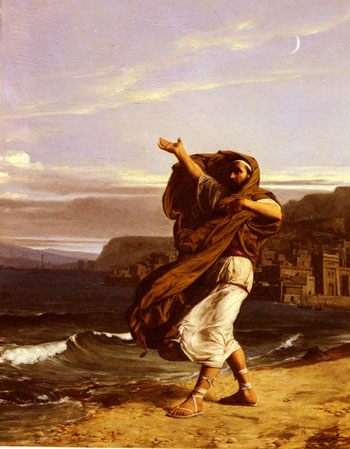
Jean-Jules-Antoine Lecomtedu Nouy, Demostene si esercita a recitare un'orazione

La memoria entra a pieno titolo nel sistema della retorica classica a partire dal Libro III della Rhetorica ad Herennium (I secolo a.C.), e ricopre un ruolo importante in funzione della recitazione, poiché permette di mandare a mente la struttura e gli argomenti del discorso senza dover ricorrere ad appunti scritti, risultando particolarmente utile quando la situazione richiede di improvvisare. Generalmente si distinguono due tipi di memoria: la memoria naturale e quella artificiale. La prima è la dotazione naturale di cui dispongono tutti gli individui, mentre la seconda, che ha lo scopo di rafforzare la prima, viene appresa tramite una tecnica – la mnemotecnica, appunto – che funziona attraverso immagini e punti di riferimento fissi, ai quali vanno associati gli oggetti da ricordare: in questo modo l'atto del ricordare diventa una scrittura mentale, in cui ad ogni immagine corrisponde un oggetto e quindi un significato.

### La recitazione
Infine, il retore deve anche essere in grado di recitare la propria orazione di fronte a un pubblico. Questo momento prende il nome latino di actio o pronunciatio (in greco ὐπόκρισις, hypókrisis), e la sua efficacia è legata al modo in cui chi parla si presenta di fronte all'uditorio. Al retore è dunque richiesto di essere anche attore, di avere cioè buone capacità di recitazione, così da coinvolgere il pubblico attraverso la gestualità e il tono di voce. La sua indubbia importanza è stata tuttavia messa in secondo piano dai retori e dai teorici, che nei loro trattati preferiscono concentrarsi su inventio, dispositio ed elocutio, specie in riferimento alla produzione di testi scritti.

## Le figure del discorso
Oltre ad occuparsi della costruzione del discorso, la retorica si interessa anche allo studio degli ornamenti, e in particolar modo all'uso delle figure. In origine le figure erano usate esclusivamente in poesia; il primo a farne uso in prosa, a quanto sappiamo, fu Gorgia: la retorica gorgiana si caratterizzava infatti per una forte enfasi e una grande ricercatezza stilistica, e il suo periodare era reso melodico dall'uso frequente di espedienti ricavati dalla poesia.
Il termine «figura» (σχῆμα, schēma) è usato per la prima volta da Anassimene di Lampsaco (IV secolo a.C.), ma il primo a studiare le figure in modo sistematico è Aristotele, il cui allievo Demetrio Falereo in seguito proporrà la distinzione tra figure del discorso e figure del pensiero. Nel corso dei secoli, e soprattutto in epoca barocca, i teorici si sono impegnati in un'imponente opera di classificazione delle varie figure, senza però giungere ad una tassonomia condivisa. In particolare, a destare interesse sono le figure di significazione, altrimenti dette tropi, la cui collocazione è oggetto di dibattito: talvolta i tropi vengono semplicemente inseriti insieme alle altre tipologie di figure, mentre altre volte vengono distinti e ad esse opposti. Di seguito si riporta, a titolo esemplificativo, la classificazione proposta da Fontanier (1830), citata a pagina 144 del Manuale di retorica di Bice Mortara Garavelli, nella quale le figure del discorso sono divise in tropi e non tropi.
| FIGURE DEL DISCORSO | FIGURE DEL DISCORSO                                |
| ------------------- | -------------------------------------------------- |
| Tropi               | Figure di significazione (tropi veri e propri)     |
| Tropi               | Figure di espressione (tropi impropriamente detti) |
| Non tropi           | Figure di dizione (metaplasmi)                     |
| Non tropi           | Figure di costruzione                              |
| Non tropi           | Figure di elocuzione                               |
| Non tropi           | Figure di stile                                    |
| Non tropi           | Figure di pensiero                                 |

Τρόπος (trópos) in greco propriamente significa «direzione», ma il suo significato originario è stato successivamente abbandonato per quello di «deviazione», «conversione». Per tropo infatti si intende una variazione (mutatio) del significato di un'espressione rispetto al suo significato originario; i tropi propri (figure di significazione) riguardano singole parole, mentre quelli impropri (figure di espressione) riguardano più parole o parti di frasi. Sul loro numero e la loro classificazione non vi è accordo; quelli fondamentali, a cui possono essere ricondotti tutti gli altri, sono 3: metafora, metonimia, sineddoche. La metafora (da metapherein, trasportare) è il più classico dei tropi, e consiste nella sostituzione di una parola con un'altra il cui senso ha qualche affinità con la parola che sostituisce. Si ha invece una metonimia quando si definisce un oggetto con un termine diverso, il cui significato è però contiguo a quello dell'oggetto in inclusione, più precisamente ci si riferisce ad una contiguità dei sensi di tipo qualitativo (per esempio: «cuore» per indicare i sentimenti, «Foscolo» per indicare le sue opere). La sineddoche infine (talvolta confusa con la metonimia) consiste nel definire un oggetto con un termine legato ad esso tramite rapporti di causalità o inclusione differendo dalla precedente per un nesso di tipo quantitativo (per esempio: «legno» per indicare un'imbarcazione, «felino» per indicare un gatto). Oltre a queste tre, Lausberg classifica come tropi anche: antonomasia, enfasi, litote, iperbole, perifrasi, ironia, metalessi.
Le altre figure retoriche, che Fontanier classifica come «non tropi» e suddivide in cinque classi, vengono più semplicemente divise dalla retorica antica in due gruppi: figure di parole (in cui rientrano le figure di dizione, costruzione, elocuzione e stile) e figure del pensiero. Le figure di parole riguardano l'espressione linguistica, e si costruiscono per addizione (ripetizione: climax, paronomasia etc.) o soppressione di parole (ellissi, asindeto e zeugma), oppure ancora per mutamento dell'ordine delle parole (anastrofe, iperbato etc.). Le figure di pensiero invece interessano le idee o le immagini che appaiono dalla frase, e si ottengono per addizione o sottrazione (ossimoro, chiasmo etc.), oppure per variazione (hysteron proteron, apostrofe etc.).

### Opere antiche e medievali
- Ludwig Radermacher (a cura di), Artium scriptores (Reste der voraristotelischen Rhetorik), Vienna, Rohrer 1951 (raccolta dei frammenti pre-aristotelici)
- I presocratici. Testimonianze e frammenti, a cura di G. Giannantoni, Laterza, Roma-Bari 1979
- Platone, Gorgia, a cura di A. Festi, in: Tutte le opere, a cura di E.V. Maltese, Newton Compton, Roma 2009
  - Fedro, a cura di G. Caccia, in: Tutte le opere, ed. cit.
- Isocrate, Opere, a cura di M. Marzi, Utet, Torino 1991
- Aristotele, Retorica, a cura di M. Dorati, Mondadori, Milano 1996
- (Cicerone o Cornificio), La retorica a Gaio Erennio, a cura di F. Cancelli, Mondadori, Milano 1992
- Cicerone, Opere retoriche, a cura di G. Norcio, Utet, Torino 1976
- Quintiliano, Institutio oratoria, a cura di R. Faranda e P. Pecchiura, Utet, Torino
- Anonimo (Pseudo-Longino), Il Sublime, a cura di G. Guidorizzi, Mondadori, Milano 1991
- Agostino, De doctrina Christiana, a cura di L. Alici, Ed. Paoline, Milano 1989

### Trattati moderni
- Antoine Fouquelin, La Rhétorique Française, A. Wechel, Paris 1557
- Baltasar Gracián, Agudeza y arte de ingenio, 1648 (trad. it.: L'acutezza e l'arte dell'ingegno, Aestetica, Palermo 1989)
- César Chesneau Du Marsais, Des tropes ou des différents sens dans lesquels on peut prendre un même mot dans une même langue [1730], Impr. de Delalain, 1816
- George Campbell, The Philosophy of Rhetoric [1776], Southern Illinois U.P., Carbondale 1963
- Pierre Fontanier, Le figures du discours [1830], Flammarion, Paris 1977
- Arthur Schopenhauer, L'arte di ottenere ragione [1864, postumo], a cura di F. Volpi, Adelphi, Milano 1991

### Neoretorica e teoria dell'argomentazione
- Gérard Genette, Figures III, Seuil, Paris 199-72 (trad. it.: Figure III, Einaudi, Torino 1976)
- Gruppo μ, Rhétorique générale, Larousse, Paris 1970 (trad. it.: Retorica generale. Le figure della comunicazione, Milano, Bompiani 1976)
- Carlo Michelstaedter, La persuasione e la rettorica, Adelphi, Milano 19682
- Chaim Perelman, L'Empire rhétorique, Vrin, Paris 1977 (trad. it.: Il dominio retorico, Einaudi, Torino 1981)
- Chaim Perelman, L. Olbrechts-Tyteca, Traité de l'argumentation. La nouvelle rhétorique, Presses Universitaires de France, Paris 1958 (trad. it.: Trattato dell'argomentazione, Einaudi, Torino 1976)
- Giulio Preti, Retorica e logica. Le due culture, Einaudi, Torino 1968
- Paolo Valesio, Ascoltare il silenzio: la retorica come teoria, il Mulino, Bologna 1986
- Theodor Viehweg, Topik und Jurisprudenz, 1953 (trad. it.: Topica e giurisprudenza, Giuffré, Milano 1962)

### Letteratura secondaria
- Nicola Abbagnano, Dizionario di Filosofia, Utet, Torino 1983
- Roland Barthes, La retorica antica, trad. it., Bompiani, Milano 2006 ISBN 88-452-4544-6
- Gian Luigi Beccaria (a cura di), Dizionario di linguistica, ed. Einaudi, Torino, 2004, ISBN 978-88-06-16942-8
- Giovanni Cipriani, Storia della letteratura latina, Einaudi, Torino 1999 ISBN 88-286-0370-4
- Giovanni Cipriani, Federica Introna, La retorica nell'antica Roma, Carocci, Roma 2008
- Dario Del Corno, Letteratura greca, Principato, Milano 1995 ISBN 88-416-2749-2
- Angelo Diotti, Sergio Dossi, Franco Signoracci, Millennium. Letteratura, antologia, autori latini. Percorsi. 1 Dalle origini alla fine della repubblica, SEI ISBN 88-05-02867-3
- Jurij Michajlovič Lotman, Voce: Retorica, in Enciclopedia Einaudi, Torino 1980, vol. XI
- Angelo Marchese, Dizionario di retorica e di stilistica, Arnoldo Mondadori Editore, Milano, 1991, ISBN 88-04-14664-8
- Bice Mortara Garavelli, Manuale di retorica, Bompiani, Milano 2002 ISBN 88-452-4750-3
- Marcello Pera, Scienza e retorica, Laterza, Roma-Bari 1991
- Chaim Perelman, Voce: Argomentazione, in Enciclopedia Einaudi, Torino 1980, vol. I
- Armando Plebe, Breve storia della retorica antica, Laterza, Roma-Bari 1988 ISBN 88-420-3017-1
- Olivier Reboul, La retorica, trad. it., Il Castoro, Milano 2004 ISBN 88-8033-276-7